# Internationale Filmfestspiele Berlin 2024

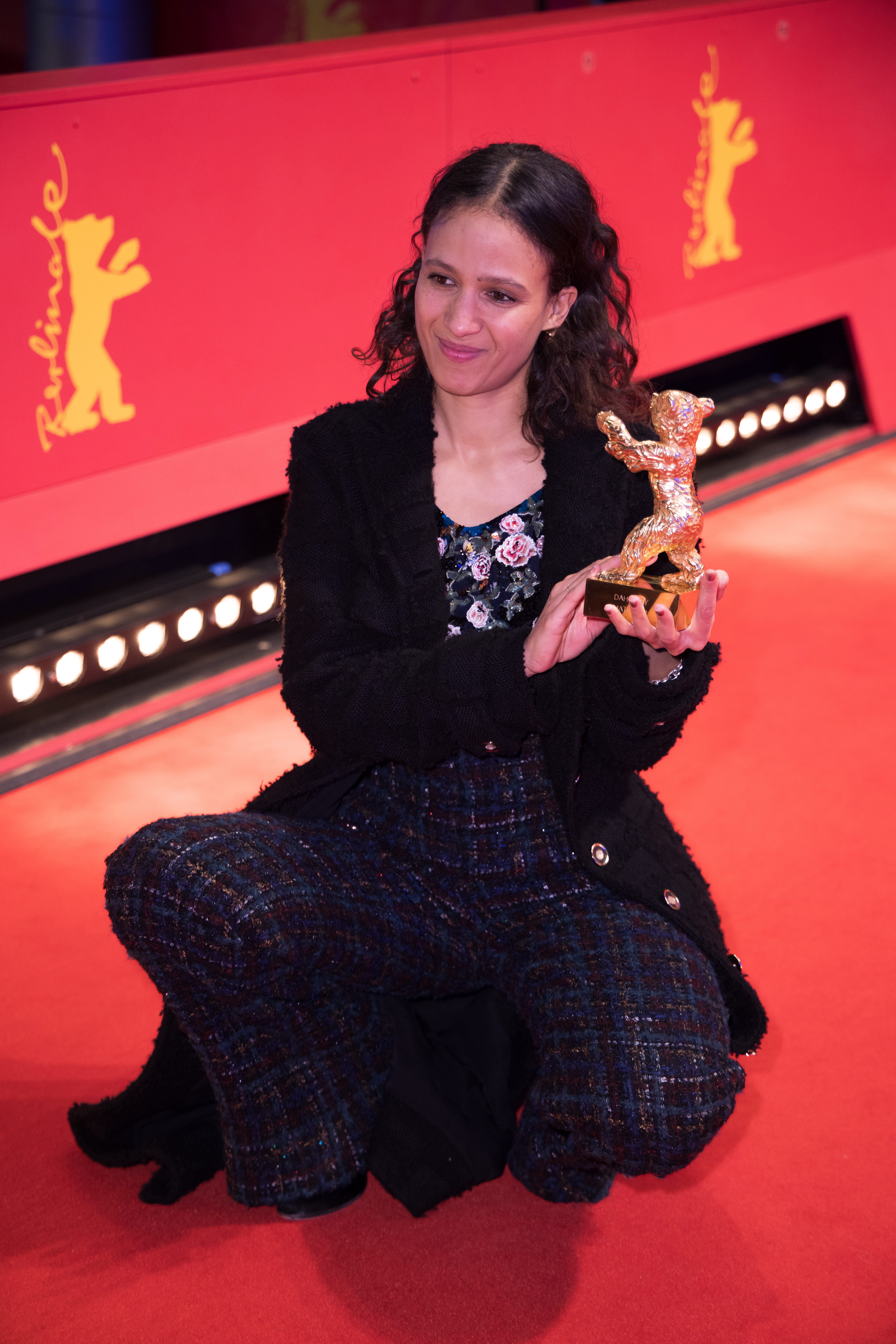
Mati Diop mit dem gewonnenen Goldenen Bären für Dahomey

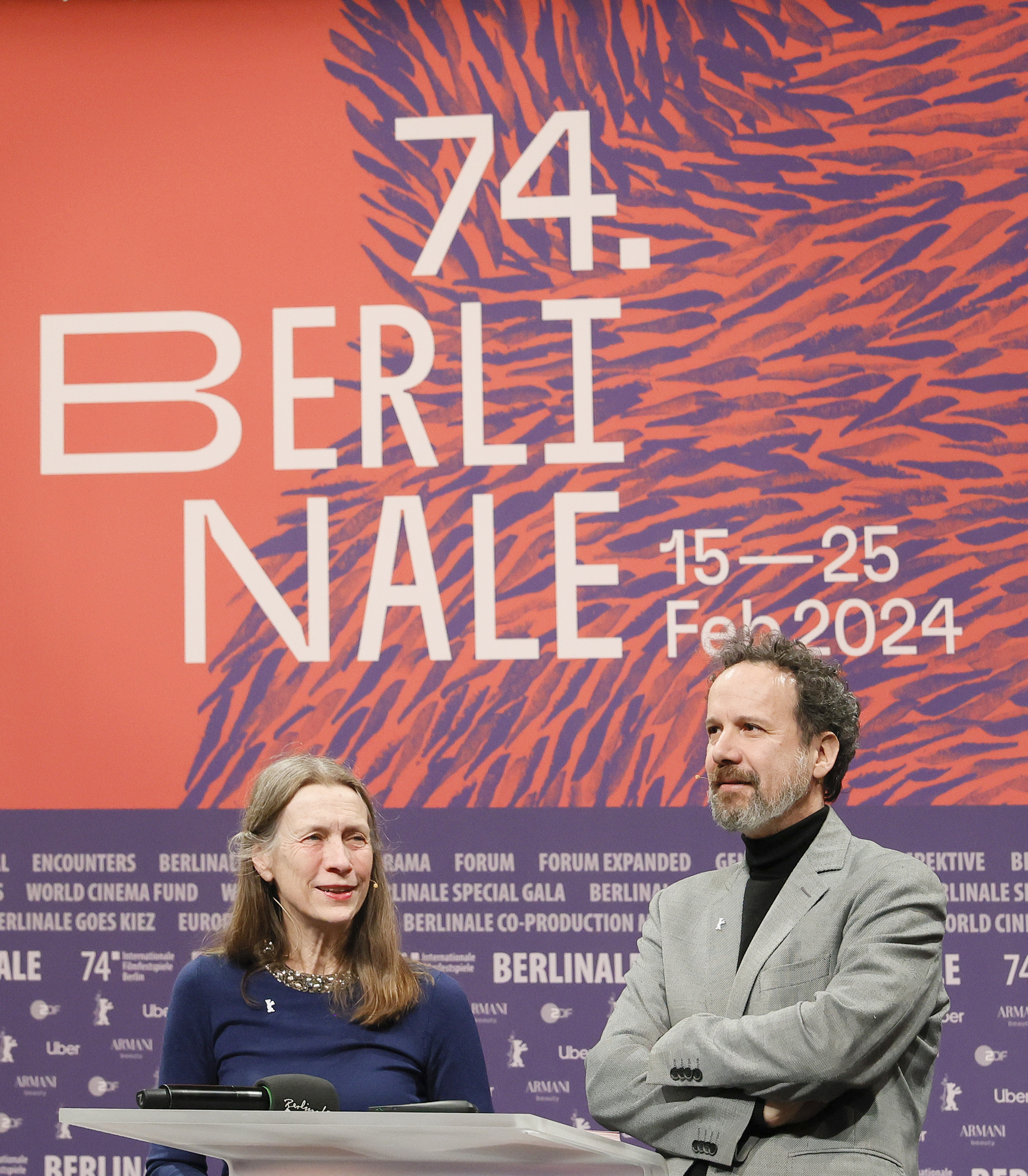
Mariette Rissenbeek und Carlo Chatrian bei der Präsentation der Sektionen Wettbewerb und Encounters (2024)

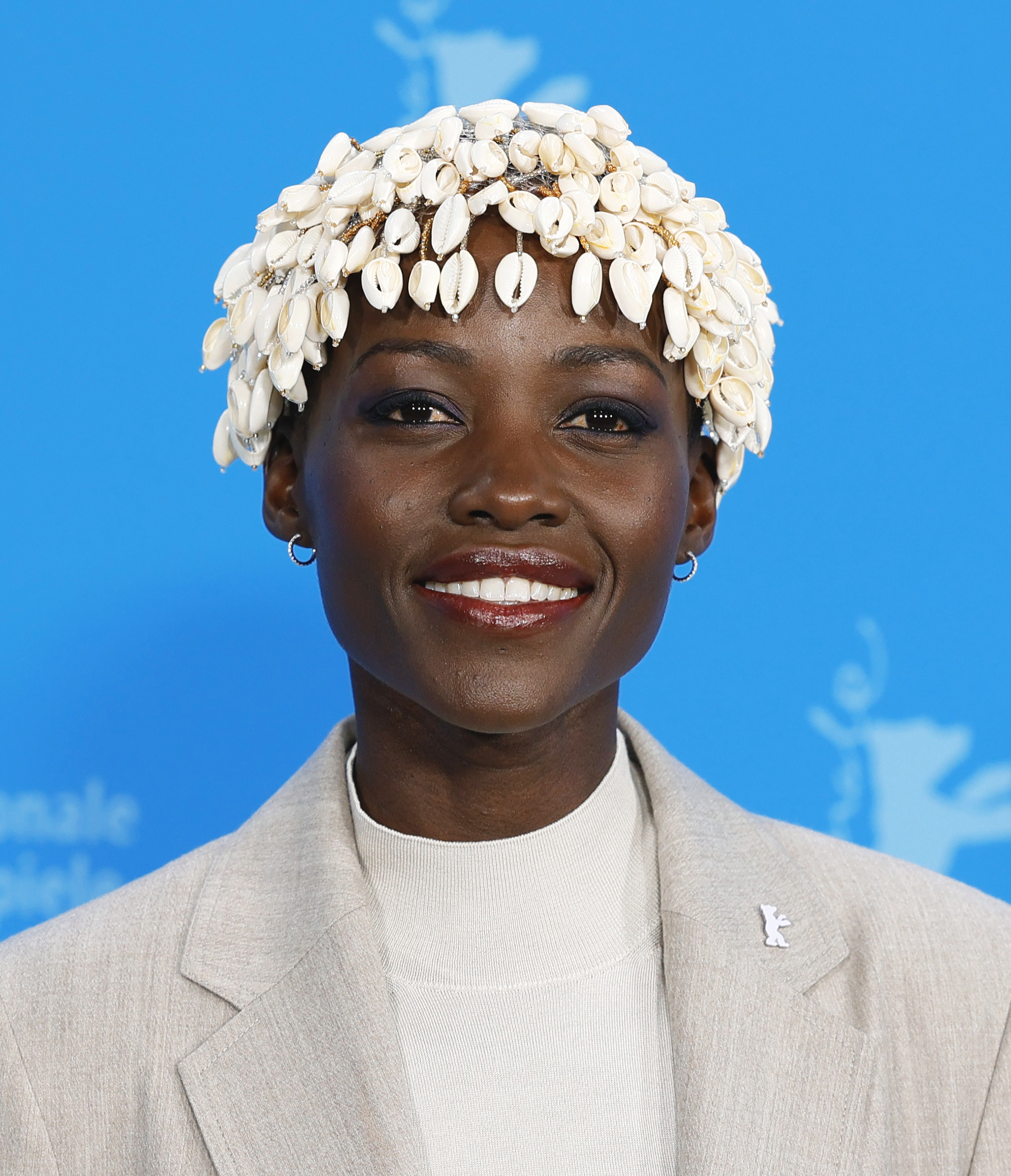
Jurypräsidentin Lupita Nyong’o auf der Berlinale 2024

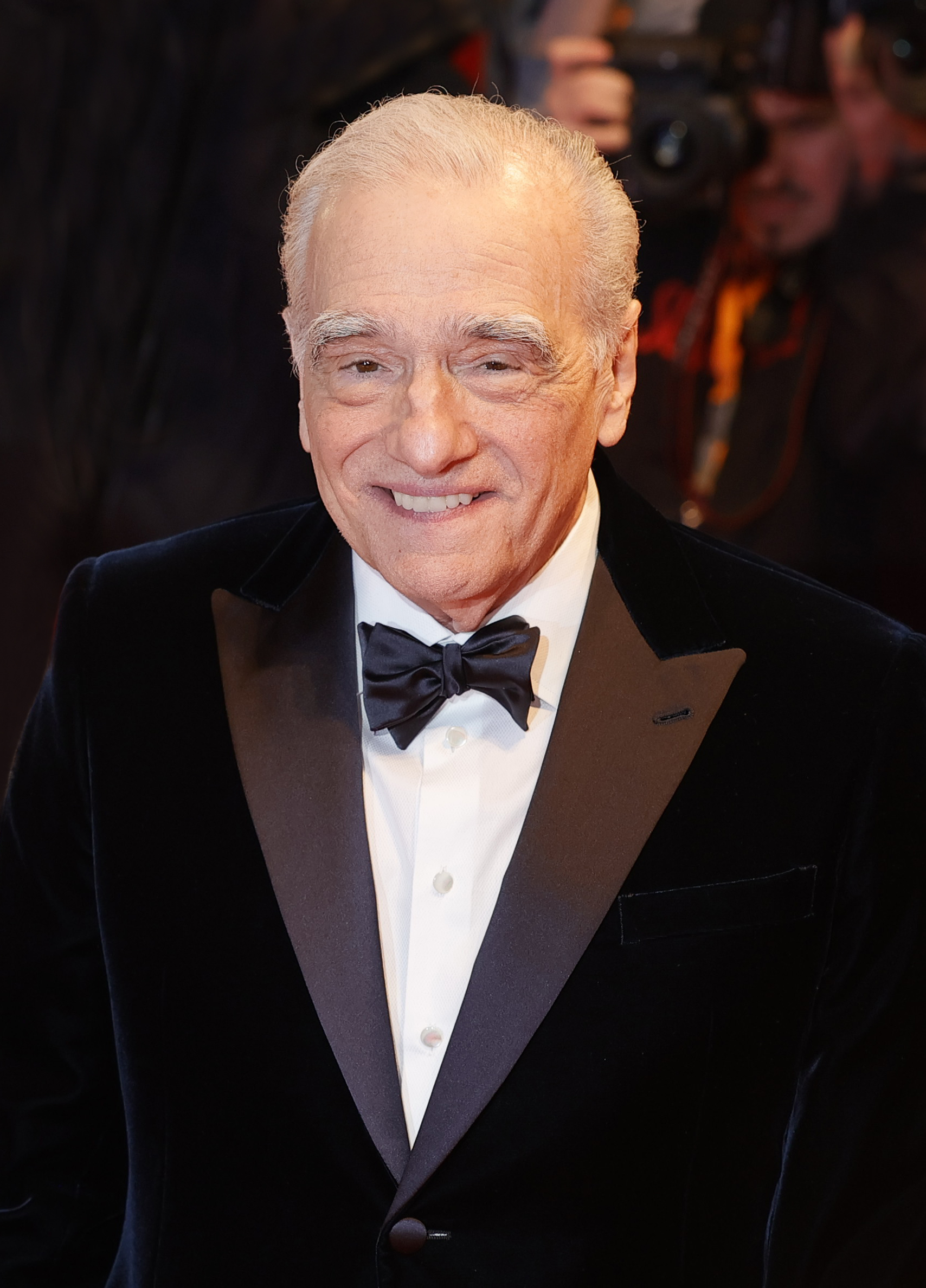
Ehrenpreisträger Martin Scorsese bei der Berlinale-Preisverleihung

Die 74. Internationalen Filmfestspiele Berlin (Berlinale) fanden vom 15. bis 25. Februar 2024 statt. Sie standen zum fünften und letzten Mal unter der Leitung von Carlo Chatrian (künstlerischer Leiter) und Mariette Rissenbeek (Geschäftsführung). Als Jurypräsidentin für den Hauptwettbewerb, in dem unter anderem der Goldene Bär für den besten Film des Festivals vergeben wird, wurde die kenianisch-mexikanische Filmschaffende und Autorin Lupita Nyong’o ausgewählt. Der Preis ging an den Dokumentarfilm Dahomey von Mati Diop.
Filmbeiträge konnten von Mitte September bis Mitte November 2023 eingereicht werden. Bis Januar 2024 wurden 236 Beiträge aus 80 Ländern bekannt gegeben, 50 weniger als im Vorjahr. Alle Beiträge in den Sektionen Wettbewerb und Encounters wurden am 22. Januar 2024 auf einer Pressekonferenz vorgestellt. Im Vorfeld war bekannt geworden, dass aus Kostengründen das Programm 2024 reduziert wurde – unter anderem fielen die Sektionen Perspektive Deutsches Kino und Berlinale Series weg. Als neues Mitglied ins Auswahlkomitee wurde die Berliner Filmfestival-, Kunst- und Kulturberaterin Jacqueline Nsiah berufen.
Bereits im Vorfeld als Gewinner standen der US-amerikanische Filmemacher Martin Scorsese (Goldener Ehrenbär) und der deutsche Regisseur und Autor Edgar Reitz (Berlinale Kamera).
Für Kritik unter Kunstschaffenden sorgte noch vor Festivalbeginn die ursprüngliche Entscheidung, Politiker der AfD zur Eröffnung der Berlinale einzuladen. Dies geschah laut Festivalleitung aufgrund von Einladungsquoten über die Kulturstaatsministerin Claudia Roth und den Berliner Senat, da sie gewählte Mitglieder des Deutschen Bundestags und des Berliner Abgeordnetenhauses seien. Am 8. Februar 2024, eine Woche vor Festivaleröffnung, distanzierte sich die Berlinale von dieser Vorgabe und lud fünf zuvor eingeladene AfD-Politiker schriftlich wieder aus.
Zu einem weiteren Eklat kam es während der Preisverleihung am 24. Februar 2024, als von mehreren Preisträgern getätigte Israel-kritische Aussagen zu teils heftiger Kritik bei Politikern und Kulturschaffenden führten. Zum Teil wurden Antisemitismusvorwürfe im Zusammenhang mit dem Krieg in Israel und Gaza erhoben.

## Eklats

### Erzwungener Rückzug Carlo Chatrians
Im September 2023 kritisierten rund 200 Filmschaffende, darunter Martin Scorsese, Radu Jude, Maria Speth und Olivier Assayas, in einem offenen Brief Kulturstaatsministerin Claudia Roth wegen ihrer Ansicht nach schädlichen, unprofessionellen und unmoralischen Verhaltens im Zusammenhang mit dem erzwungenen Rückzug des damaligen künstlerischen Leiters der Berlinale Carlo Chatrian. Die Berlinalen seien unter seiner Ägide hochlebendig, voller Überraschungen und beim Publikum erfolgreich gewesen.

### Ausladung von AfD-Politikern
Am 2. Februar 2024 kritisierten über 200 Kunstschaffende die Entscheidung der Festivalleitung, Politiker der AfD zur Eröffnung der Filmfestspiele einzuladen. In einem offenen Brief forderten die Unterzeichnenden die Ausladung der AfD-Politiker und erinnerten an das von der Berlinale selbst gegebene Verständnis: „Wir halten dies für unvereinbar mit dem Bekenntnis des Festivals, ein Ort der «Empathie, des Bewusstseins und der Verständigung» zu sein, wie es auf der Jahrespressekonferenz am 19. Januar verkündet und auf der Homepage des Festivals veröffentlicht wurde.“ Festivalleiterin Mariette Rissenbeek schrieb in einem Statement auf dem Instagram-Account der Berlinale, dass AfD-Mitglieder zutiefst antidemokratische Positionen vertreten würden, die im Widerspruch zu den Werten der Berlinale und ihren Mitarbeitern stehen. In dem Statement hießt es, dass AfD-Politiker aufgrund von Einladungsquoten über die Kulturstaatsministerin Claudia Roth und den Berliner Senat zur Eröffnung eingeladen wurden, da sie gewählte Mitglieder des Bundestags und des Berliner Abgeordnetenhauses seien.
Rissenbeek erklärte im Deutschlandfunk Kultur, dass die Festivalleitung in einem Dilemma stecke, wenn „viele Filmschaffende, die wir eigentlich bei uns im Haus mit ihren Filmen begrüßen, sich unwohl fühlen“. Drehbuchautorin und Regisseurin Anika Decker positionierte sich laut den Nachrichtenmagazin Der Spiegel gegen die Teilnahme von AfD-Abgeordneten bei der Berlinale-Eröffnung. Sie empfand es als „schwer erträglich“, dass die Berliner AfD-Landesvorsitzende Kristin Brinker, die an einem Treffen mit Rechtsextremen teilgenommen hatte, möglicherweise auf die diesjährige Jurypräsidentin Lupita Nyong’o treffen könne. Filmkritiker Rüdiger Suchsland betonte, dass die Berlinale immer auch ein politisches Festival sei, „aber wenn es um die AfD geht, bleibt sie ganz still“.
Am 8. Februar 2024, eine Woche vor Festivalbeginn, entschied die Berlinale-Leitung, die zuvor eingeladenen fünf AfD-Politiker schriftlich wieder auszuladen. Zuvor hätte es festivalintern eine „intensive Diskussion“ zu dem Thema gegeben. Die zuvor eingeladenen AfD-Politiker seien schriftlich darüber informiert worden, „dass sie auf der Berlinale nicht willkommen“ seien. Die Leitung verwies in ihrer veröffentlichten Erklärung, dass „das Engagement für eine freie, tolerante Gesellschaft und gegen Rechtsextremismus zur DNA der Berlinale“ gehöre. „Als Berlinale“ sei es „wichtig, unmissverständlich Stellung zu beziehen für eine offene Demokratie“. Die Diskussion zum Umgang mit AfD-Politikern beträfe „auch viele andere Organisationen und Festivals“, deshalb müsse diese Debatte „gesamtgesellschaftlich und gemeinsam mit allen demokratischen Parteien geführt werden“.

### Antisemitismusvorwürfe nach der Preisverleihung

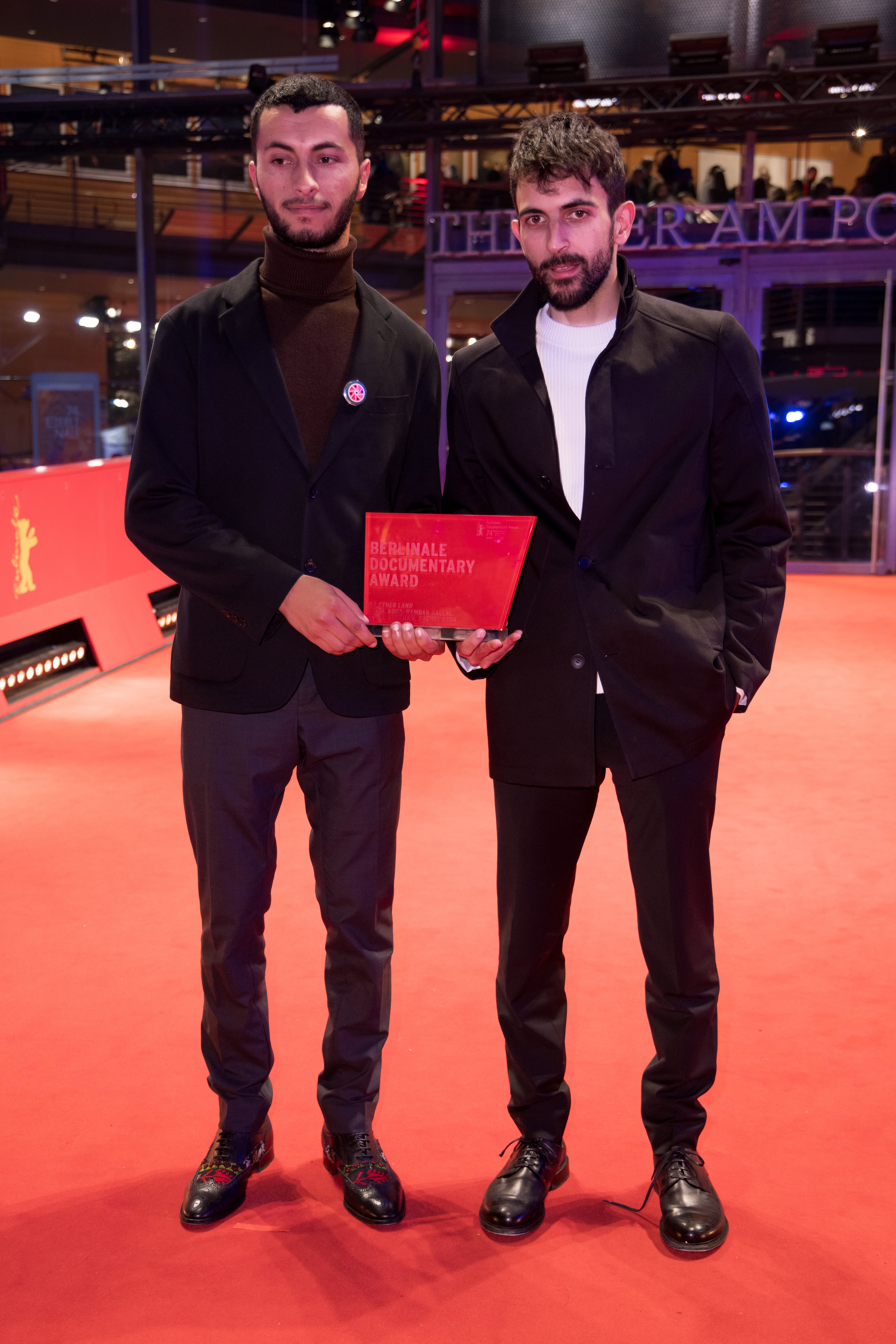
Basel Adra (links) und Yuval Abraham mit dem Berlinale Dokumentarfilmpreis für No Other Land

#### Vorkommnisse auf der Berlinale
Bei der Preisverleihung am 24. Februar 2024 gab es umstrittene Äußerungen zum Krieg in Israel und Gaza. So wurde der Dokumentarfilm No Other Land mit dem Berlinale Dokumentarfilmpreis ausgezeichnet. Er behandelt die Vertreibung von Palästinensern im Westjordanland. Jurymitglied Véréna Paravel trug während der Laudatio einen Zettel mit der Aufschrift „Cease Fire Now“ („Waffenstillstand jetzt“) auf dem Rücken. Der palästinensische Co-Regisseur, Basel Adra, nahm in seiner Dankesrede ebenfalls Bezug auf die Kämpfe im Gazastreifen: „Es ist für mich sehr schwer zu feiern, wenn Zehntausende meines Volkes in Gaza gerade durch Israel abgeschlachtet werden“. Er forderte Deutschland auf, keine weiteren Waffen an Israel zu liefern. Dies wurde vom Saalpublikum mit Applaus quittiert.
Der israelische Co-Regisseur Yuval Abraham sagte: „Ich und Basel, wir sind gleich alt. Ich bin Israeli, Basel ist Palästinenser. Und in zwei Tagen werden wir in ein Land zurückkehren, in dem wir nicht gleich sind. Ich lebe unter Zivilrecht, Basel unter Militärrecht. Wir leben 30 Minuten voneinander entfernt, aber ich habe das Wahlrecht und Basel nicht. Ich kann mich in diesem Land frei bewegen. Basel ist, wie Millionen von Palästinensern, im besetzten Westjordanland eingesperrt. Diese Situation der Apartheid zwischen uns, diese Ungleichheit, sie muss aufhören.“

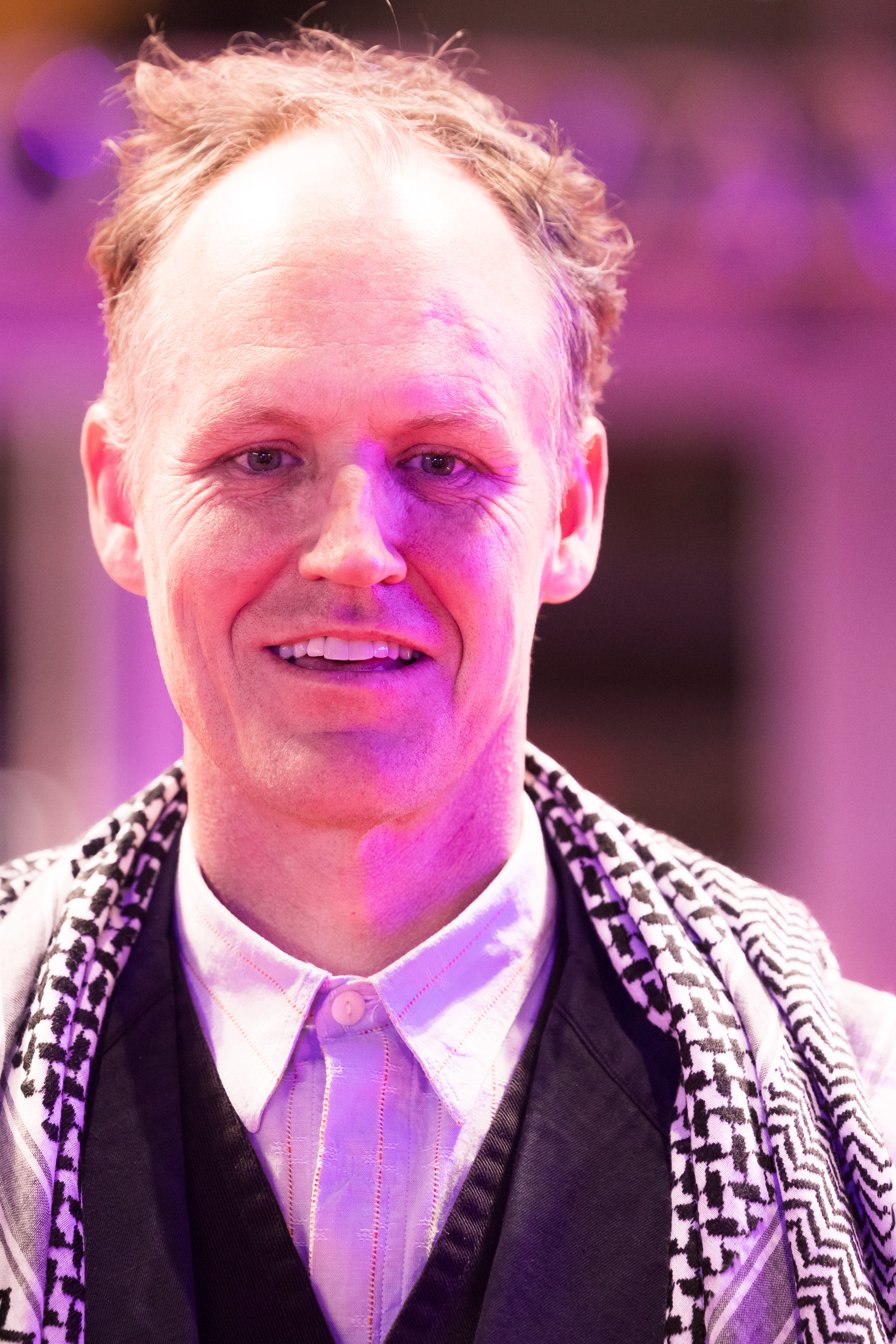
Regisseur Ben Russell mit über die Schultern gelegter Kufiya bei der Preisverleihung

Weitere Preisträger schlossen sich der Unterstützung der palästinensischen Bevölkerung an. Regisseur Ben Russell, mit seiner Dokumentation Direct Action Sieger der Sektion Encounters, forderte ebenfalls einen sofortigen „Waffenstillstand“ und erklärte, er und sein Team seien „gegen den Genozid“. Auch hierfür gab es Applaus. Sie trugen auf der Bühne eine Kufiya, auch als „Palästinensertuch“ bekannt. Bereits vor Beginn hatten einige Gäste auf dem Roten Teppich sich mit Kufiyas oder anderen Symbolen mit der Gaza-Bevölkerung solidarisiert. Auch Mati Diop, mit ihrer Arbeit Dahomey Gewinnerin des Hauptwettbewerbs, gab am Ende ihrer Dankesrede an, „in Solidarität mit Palästina“ zu stehen.
In den Statements der Filmschaffenden wurde der Terrorangriff der Hamas auf Israel nicht erwähnt; ebenso wenig wurde die Freilassung der israelischen Geiseln gefordert. Der Antisemitismusbeauftragte der Regierung, Felix Klein, kritisierte die Äußerungen der Künstler als "nicht akzeptabel".
Für Empörung sorgte auch ein Post auf dem Instagram-Profil des Festivals. Ein beim Kurznachrichtendienst X geteilter Screenshot zeigte, dass ein Foto um die umstrittene Parole „Free Palestine – From the River to the Sea“ ergänzt worden war. Die Festivalleitung löschte den Post kurz nach seiner Veröffentlichung und kündigte eine Untersuchung sowie Strafanzeige gegen Unbekannt an.
Laut einer Recherche der Süddeutschen Zeitung waren Versuche ignoriert worden, die Leitung des Festivals im Vorfeld davon zu überzeugen, an die Entführung des israelischen Schauspielers David Cunio durch die Hamas zu erinnern, der 2013 auf dem Festival mit dem Film Youth vertreten war.
Die Berliner Stadtverwaltung gab bekannt, dass sie eine Untersuchung darüber einleite, ob die Festivalveranstalter dafür gesorgt hätten, dass die Preisverleihung ein breites Spektrum an Standpunkten widerspiegele, und wenn nicht, warum.

#### Reaktionen in Deutschland
Während die Berlinale-Geschäftsführerin Mariette Rissenbeek zu Anfang der Preisverleihung den im Oktober 2023 verübten Terrorangriff der Hamas auf Israel verurteilt und an das Leid der israelischen Bevölkerung erinnert hatte, sorgten die im weiteren Verlauf getätigten Aussagen zu teils heftiger Kritik bei Politikern und Kulturschaffenden. Zum Teil wurde auch auf den Antisemitismus-Eklat während der documenta fifteen 2022 in Kassel Bezug genommen. Berlins Regierender Bürgermeister Kai Wegner (CDU), selbst bei der Berlinale-Preisverleihung im Publikum anwesend, forderte Maßnahmen der neuen Festivalleitung um Tricia Tuttle, um „Relativierungen in Bezug auf Israel“ künftig zu verhindern. Auch Politiker des Berliner Abgeordnetenhauses übten Kritik und befürchteten, dass die Berlinale einen „politischen Schaden“ davontragen könnte. Kultursenator Joe Chialo (CDU) hoffte, dass die Festivalleitung die Vorfälle konsequent aufarbeite, und ordnete sie als selbstgerechte antiisraelische Propaganda ein. Rissenbeek selbst meldete sich später schriftlich zu Wort und gab an, dass es sich bei den Äußerungen der Gäste und Preisträger um „unabhängige individuelle Meinungen“ gehandelt habe, die das Festival respektiere, die aber „… nicht die Haltung des Festivals [spiegeln]“. Chialo gab an, eine Anfang 2024 geplante und zurückgenommene Antisemitismusklausel neu diskutieren zu wollen.
Claudia Roth sagte am folgenden Tag, man werde die Vorkommnisse bei der Preisverleihung aufarbeiten. Die Distanzierungen von Wegner und Roth nach der Veranstaltung wurden mit Verweis auf Aufnahmen der Preisverleihung kritisiert, die die beiden nach der Rede von Adra und Abraham klatschend im Publikum zeigen. Roth gab an, ihr Applaus habe Abraham und seiner Forderung nach einer politischen Lösung sowie einem friedlichen Zusammenleben in der Region gegolten. Einige Tage später nannte Roth die Preisverleihung „missglückt und zum Teil unerträglich“. Als Tiefpunkt bezeichnete sie den Auftritt des US-Filmemachers Ben Russell, der Israel einen Genozid an den Palästinensern vorgeworfen hatte. Das habe, so Roth, „bei allem Mitgefühl für das Leid der Zivilisten, nun wirklich nichts mit der Situation im Gazastreifen zu tun“. Die Verantwortung dafür sah Roth bei der Berlinale-Leitung, die besser auf solche Vorkommnisse hätte vorbereitet sein sollen. Eine Intervention des Staates lehnte sie hingegen ab.
Meron Mendel, Direktor der Bildungsstätte Anne Frank, schätzt die bei der Preisverleihung gefallenen Aussagen nicht als antisemitisch, sondern als „antiisraelisch“ und „einseitig“ ein.
Der Antisemitismusbeauftragte der Bundesregierung Felix Klein kritisierte die Äußerungen der Künstler als „nicht akzeptabel“ und warf ihnen die Nichterwähnung der Hamas-Terrorattacke vor. Sie hätten „ihr Gastrecht schändlich ausgenutzt“. Der Kulturbetrieb habe ein Problem mit „Antisemitismus, der von links“ komme. Von einem Genozid könne man nicht sprechen, da die Menschen nicht von Israelis getötet würden, „nur weil sie Palästinenser“ seien, sondern weil sie „von Hamas-Terroristen als menschliche Schutzschilde genommen“ würden.
Der Vorsitzende des Zentralrats der Juden in Deutschland Josef Schuster forderte, die deutsche Kulturlandschaft dürfe „nicht immer wieder Schauplatz antisemitischer und antizionistischer Tiraden“ werden. Statt einer klaren Positionierung gegen Antisemitismus entbrenne „eine Debatte um Definitionen und Deutungshoheiten“.

#### Israelische Reaktionen
Der israelische Botschafter in Deutschland, Ron Prosor, kritisierte, dass „antisemitische und israelfeindliche Äußerungen“ mit tosendem Applaus bedacht worden seien.
Im öffentlich-rechtlichen israelischen Fernsehen (KAN) wurde Yuval Abrahams Redebeitrag auf der Berlinale als „antisemitisch“ bezeichnet.
Die israelische Zeitung Haaretz kommentierte die Bezeichnung von Abrahams Rede als „antisemitisch“ als gegenwärtige Entsprechung der Lage in Israel, in der „Atmosphäre des Verschweigens, der Selbstzensur und der Verfolgung jeder Person, die Kritik am israelischen Regime äußert. Was ist so beängstigend an Abrahams Worten? In weniger als einer Minute beschrieb er eine Situation, die die meisten Israelis leugnen oder, noch schlimmer, völlig ignorant sind. […] Abraham spiegelte die Wahrheit wider, wenn es um den Status von Palästinensern wie Basil im Vergleich zu dem der Israelis geht. [...] Kritiker der Besatzung als Antisemiten zu bezeichnen, ist ein Verhaltensmuster, das aus der rechtsextremen Partei Otzma Yehudit und ihren Gleichgesinnten importiert wurde. Gemäß diesem Spielbuch muss jeder, der Kritik an Israels Politik gegenüber den Palästinensern und der Besatzung äußert, sofort als ‚Unterstützer des Terrors‘, ‚antisemitisch‘ oder ‚Judenhasser‘ gebrandmarkt werden.“
Der Regisseur Yuval Abraham berichtete wenige Tage nach seiner Rede Morddrohungen von einem „rechtsgerichteten israelischen Mob“, der zu seinem Wohnhaus gezogen sei, erhalten zu haben. Abraham verurteilte die Bewertungen, dass seine Rede antisemitisch gewesen sei. Es sei vor dem Hintergrund, dass seine Vorfahren dem Holocaust teilweise zum Opfer gefallen waren, empörend, „dass deutsche Politiker im Jahr 2024 die Dreistigkeit haben“, diese Beurteilung vorzunehmen. Laut Abraham wird der Begriff Antisemitismus von deutscher Seite dazu missbraucht, „nicht nur um palästinensische Kritiker Israels zum Schweigen zu bringen, sondern auch um Israelis wie mich zum Schweigen zu bringen, die einen Waffenstillstand unterstützen, der das Töten in Gaza beendet und die Freilassung der israelischen Geiseln ermöglicht“.

## Offizielle Sektionen

### Wettbewerb um den Goldenen Bären

#### Internationale Jury

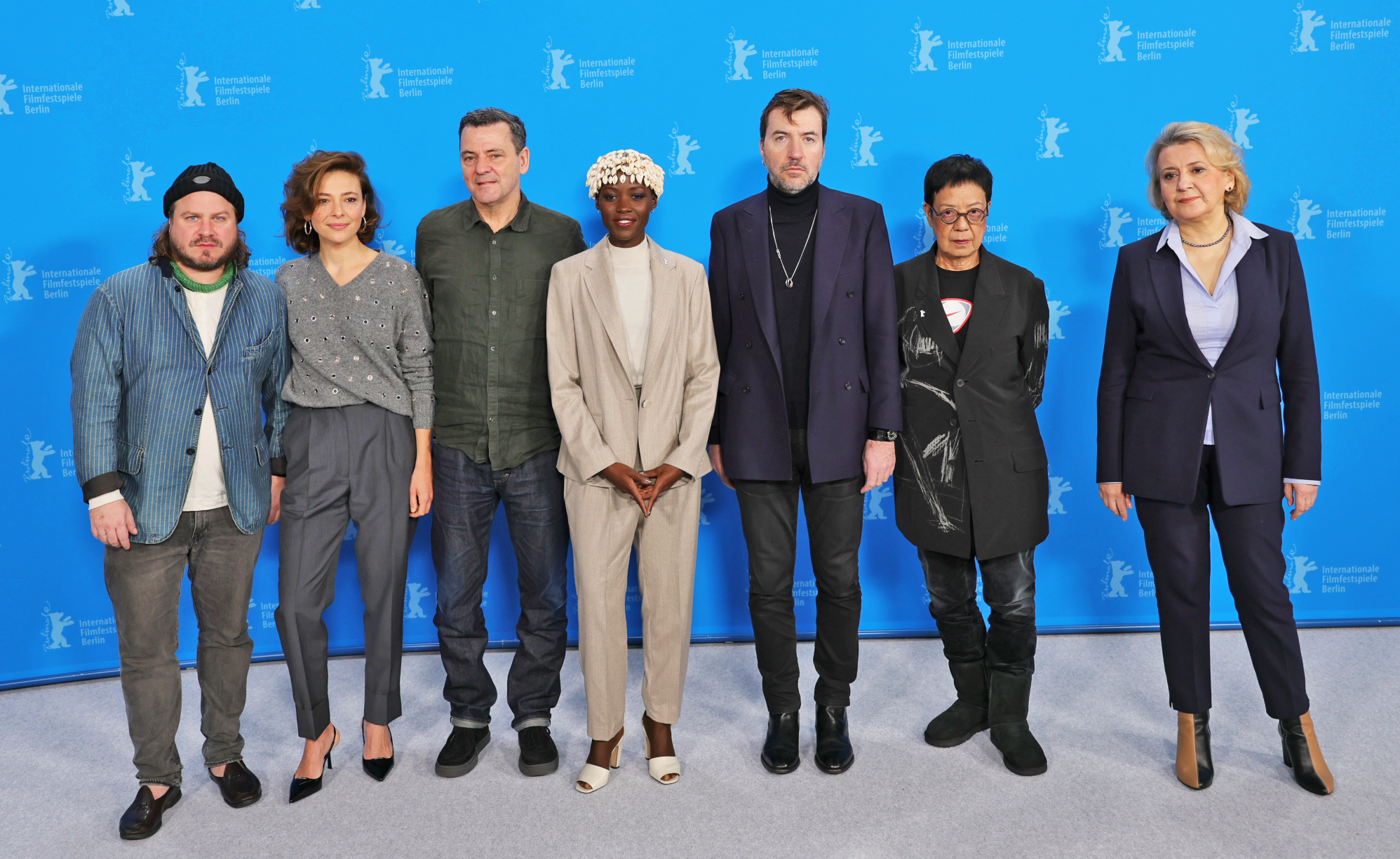
Internationale Jury (2024): Brady Corbet, Jasmine Trinca, Christian Petzold, Lupita Nyong'o, Albert Serra, Ann Hui, Oksana Zabuzhko (v. l. n. r.)

Als Präsidentin der Wettbewerbsjury wurde die kenianisch-mexikanische Filmschaffende und Autorin Lupita Nyong’o ausgewählt.
Die weiteren Jurymitglieder waren:
- Brady Corbet, US-amerikanischer Regisseur und Schauspieler
- Ann Hui, Filmemacherin aus Hongkong/China (zweimalige Teilnehmerin am Wettbewerb, Berlinale Kamera 1997)
- Christian Petzold, deutscher Filmemacher (sechsmaliger Teilnehmer am Wettbewerb, Großer Preis der Jury 2023 und Regiepreis 2012)
- Oksana Sabuschko, ukrainische Schriftstellerin
- Albert Serra, spanischer Filmemacher
- Jasmine Trinca, italienische Schauspielerin und Filmemacherin

#### Filme
In den Wettbewerb um den Goldenen und die Silbernen Bären wurden 20 Produktionen aus 30 Ländern eingeladen, darunter je zwei Debütfilme und dokumentarische Formen. Den US-amerikanischen Beitrag A Different Man ausgenommen, handelte es sich allesamt um Weltpremieren. Neun Regisseure waren bereits im Programm der Berlinale vertreten gewesen, sechs von ihnen auch im Wettbewerb. Bei sechs Filmen führten Frauen Regie oder Co-Regie.
Als Eröffnungsfilm der Berlinale wurde die Literaturverfilmung Small Things Like These ausgewählt.
| Filmtitel (Verweistitel)                                          | Regie                             | Land                                                                    | Darsteller (Auswahl)                                                                      |
| ----------------------------------------------------------------- | --------------------------------- | ----------------------------------------------------------------------- | ----------------------------------------------------------------------------------------- |
| Another End                                                       | Piero Messina                     | Italien                                                                 | Gael García Bernal, Renate Reinsve, Bérénice Bejo, Olivia Williams, Pal Aron              |
| Architecton                                                       | Victor Kossakovsky                | Deutschland, Frankreich                                                 | Dokumentarische Form                                                                      |
| Black Tea                                                         | Abderrahmane Sissako              | Frankreich, Luxemburg, Mauretanien                                      | Nina Mélo, Han Chang                                                                      |
| La Cocina – Der Geschmack des Lebens (La Cocina)                  | Alonso Ruizpalacios               | Mexiko, USA                                                             | Raúl Briones Carmona, Rooney Mara, Anna Diaz, Motell Foster, Oded Fehr                    |
| Dahomey                                                           | Mati Diop                         | Frankreich, Senegal, Benin                                              | Dokumentarische Form                                                                      |
| A Different Man                                                   | Aaron Schimberg                   | USA                                                                     | Sebastian Stan, Renate Reinsve, Adam Pearson                                              |
| Das Imperium (The Empire)                                         | Bruno Dumont                      | Frankreich, Italien, Deutschland, Belgien, Portugal                     | Brandon Vlieghe, Lyna Khoudri, Anamaria Vartolomei, Camille Cottin, Fabrice Luchini       |
| Gloria!                                                           | Margherita Vicario                | Italien, Schweiz                                                        | Galatéa Bellugi, Carlotta Gamba, Veronica Lucchesi, Maria Vittoria Dallasta, Sara Mafodda |
| Hors du temps (Suspended Time)                                    | Olivier Assayas                   | Frankreich                                                              | Vincent Macaigne, Micha Lescot, Nine D’Ursom, Nora Hamzawi                                |
| In Liebe, Eure Hilde (From Hilde, With Love)                      | Andreas Dresen                    | Deutschland                                                             | Liv Lisa Fries, Johannes Hegemann                                                         |
| Ein kleines Stück vom Kuchen (My Favourite Cake)                  | Maryam Moghadam, Behtash Sanaeeha | Iran, Frankreich, Schweden, Deutschland                                 | Lily Farhadpour, Esmail Mehrabi                                                           |
| Tandem – In welcher Sprache träumst Du? (Langue Étrangère)        | Claire Burger                     | Frankreich, Deutschland, Belgien                                        | Lilith Grasmug, Josefa Heinsius, Nina Hoss, Chiara Mastroianni, Jalal Altawil             |
| Mé el Aïn (Who Do I Belong To)                                    | Meryam Joobeur                    | Tunesien, Frankreich, Kanada, Norwegen, Katar, Saudi-Arabien            | Salha Nasraoui, Mohamed Hassine Grayaa, Malek Mechergui, Adam Bessa, Dea Liane            |
| Pepe                                                              | Nelson Carlo de los Santos Arias  | Dominikanische Republik, Namibia, Deutschland, Frankreich               | Jhon Narváez, Sor María Ríos, Fareed Matjila, Harmony Ahalwa, Jorge Puntillón García      |
| Shambhala                                                         | Min Bahadur Bham                  | Nepal, Frankreich, Norwegen, Hongkong/China, Türkei, Taiwan, USA, Katar | Thinley Lhamo, Sonam Topden, Tenzin Dalha, Karma Wangyal Gurung, Karma Shakya             |
| Small Things Like These (Eröffnungsfilm) (Kleine Dinge wie diese) | Tim Mielants                      | Irland, Belgien                                                         | Cillian Murphy, Eileen Walsh, Michelle Fairley, Emily Watson                              |
| Sterben (Dying)                                                   | Matthias Glasner                  | Deutschland                                                             | Lars Eidinger, Corinna Harfouch, Robert Gwisdek                                           |
| Des Teufels Bad (The Devil’s Bath)                                | Veronika Franz, Severin Fiala     | Österreich, Deutschland                                                 | Anja Plaschg, David Scheid, Maria Hofstätter                                              |
| Die Wärterin (Sons)                                               | Gustav Möller                     | Dänemark, Schweden                                                      | Sidse Babett Knudsen, Sebastian Bull, Dar Salim                                           |
| Yeohaengjaui pilyo (A Traveler’s Needs)                           | Hong Sang-soo                     | Südkorea                                                                | Isabelle Huppert, Lee Hyeyoung, Kwon Haehyo, Cho Yunhee, Ha Seongguk                      |

### Berlinale Special Gala und Berlinale Special
In diesen Sektionen wurden Filme außer Konkurrenz gezeigt. Eine erste Auswahl wurde am 20. Dezember 2023 bekannt gegeben, weitere Titel folgten am 15. und 25. Januar 2024.
Berlinale Special Gala
| Filmtitel (Verweistitel)                                 | Regie                         | Land                        | Darsteller (Auswahl) / Anmerkung                                                         |
| -------------------------------------------------------- | ----------------------------- | --------------------------- | ---------------------------------------------------------------------------------------- |
| Beom-Joe-do-si 4 (The Roundup: Punishment)               | Heo Myeong-haeng              | Südkorea                    | Ma Dong-seok, Kim Mu-yeol, Park Ji-hwan, Lee Dong-hwi                                    |
| Cuckoo                                                   | Tilman Singer                 | Deutschland                 | Hunter Schafer, Dan Stevens, Jessica Henwick, Marton Csókás, Jan Bluthardt               |
| Love Lies Bleeding                                       | Rose Glass                    | USA, Vereinigtes Königreich | Kristen Stewart, Katy O’Brian, Ed Harris, Dave Franco, Jena Malone                       |
| Sasquatch Sunset                                         | David Zellner, Nathan Zellner | USA                         | Riley Keough, Jesse Eisenberg, Nathan Zellner, Christophe Zajac-Denek                    |
| Seven Veils                                              | Atom Egoyan                   | Kanada                      | Amanda Seyfried, Rebecca Liddiard, Douglas Smith, Ambur Braid, Michael Kupfer-Radecky    |
| Spaceman: Eine kurze Geschichte der böhmischen Raumfahrt | Johan Renck                   | USA                         | Adam Sandler, Carey Mulligan, Kunal Nayyar, Isabella Rossellini, Paul Dano               |
| The Strangers’ Case                                      | Brandt Andersen               | Jordanien                   | Yasmine Al Massri, Yahya Mahayni: Mustafa, Omar Sy, Constantine Markoulakis, Jason Beghe |
| Treasure                                                 | Julia von Heinz               | Deutschland, Frankreich     | Lena Dunham, Stephen Fry, Zbigniew Zamachowski, Oliver Ewy                               |
| Wu Suo Zhu (Abiding Nowhere)                             | Tsai Ming-liang               | Taiwan, USA                 | Dokumentarische Form                                                                     |

Berlinale Special
| Titel (Verweistitel)                                                                 | Regie | Land                                              | Anmerkungen                                                                                    |
| ------------------------------------------------------------------------------------ | --- | ------------------------------------------------- | ---------------------------------------------------------------------------------------------- |
| August My Heaven                                                                     | Riho Kudō | Japan                                             | Yukino Murakami, Shuri Suwa, Takuma Fujie                                                      |
| Averroès & Rosa Parks (At Averroès & Rosa Parks)                                     | Nicolas Philibert | Frankreich                                        | Dokumentarische Form                                                                           |
| Chime                                                                                | Kiyoshi Kurosawa | Japan                                             | Mutsuo Yoshioka, Tomoko Tabata, Ikkei Watanabe                                                 |
| Dostoevskij (Dostoevsky)                                                             | Damiano D’Innocenzo, Fabio D’Innocenzo | Italien                                           | Serie mit Filippo Timi, Gabriel Montesi, Carlotta Gamba, Federico Vanni                        |
| Elf Mal Morgen: Berlinale Meets Fußball (Eleven Tomorrows: Berlinale Meets Football) | Maximilian Bungarten, Anna-Maria Dutoit, Kilian Armando Friedrich, Indira Geisel, Eva Gemmer, Felix Herrmann, Hannah Jandl, Justina Jürgensen, Hilarija Ločmele, Daniela Magnani-Hüller, Sophie Mühe, Camille Tricaud, Marie Zrenner | Deutschland                                       | Dokumentarische Form                                                                           |
| Exergue – on documenta 14                                                            | Dimitris Athyridis | Griechenland                                      | Dokumentarische Form                                                                           |
| Filmstunde_23                                                                        | Edgar Reitz, Jörg Adolph | Deutschland                                       | Dokumentarische Form                                                                           |
| Hako Otoko (The Box Man)                                                             | Gakuryū Ishii | Japan                                             | Masatoshi Nagase, Tadanobu Asano, Kōichi Satō, Ayana Shiramoto                                 |
| Das leere Grab (The Empty Grave)                                                     | Agnes Lisa Wegner, Cece Mlay | Deutschland, Tansania                             | Dokumentarische Form                                                                           |
| Made in England: The Films of Powell and Pressburger                                 | David Hinton | Vereinigtes Königreich                            | Martin Scorsese; dokumentarische Form                                                          |
| Shikun                                                                               | Amos Gitai | Israel, Frankreich, Schweiz                       | Irène Jacob, Bahira Ablassi, Hanna Laslo, Menache Noy, Pini Mittelman                          |
| Supersex                                                                             | Matteo Rovere, Francesco Carrozzini, Francesca Mazzoleni | Italien                                           | Francesca Manieri (Creator); Darstellende: Alessandro Borghi, Jasmine Trinca, Adriano Giannini |
| Turn in the Wound                                                                    | Abel Ferrara | Vereinigtes Königreich, Deutschland, Italien, USA | Dokumentarische Form                                                                           |

### Encounters
In diesen Sektionen wurden ästhetisch und strukturell wagemutige Filmen von unabhängigen und aus Sicht der Festivalleitung innovativen Filmschaffenden gezeigt. Ausgewählt wurden 15 Filme auf 17 Produktionsländern, darunter zwei Debüt-Spielfilme und ein Dokumentarfilmdebüt. Frauen führten bei sechs Beiträgen Regie. Der Jury gehören die Filmemacher Lisandro Alonso (Argentinien), Denis Côté (Kanada) und Tizza Covi (Österreich/Italien) an, die Preise für den besten Film, die beste Regie und einen Spezialpreis vergaben.
| Filmtitel (Verweistitel)                              | Regie                           | Land                                        | Darsteller (Auswahl)                                                                            |
| ----------------------------------------------------- | ------------------------------- | ------------------------------------------- | ----------------------------------------------------------------------------------------------- |
| Arcadia                                               | Yorgos Zois                     | Griechenland, Bulgarien, USA                | Vangelis Mourikis, Angeliki Papoulia, Elena Topalidou, Nikolas Papagiannis, Vagelis Evangelinos |
| Cidade; Campo                                         | Juliana Rojas                   | Brasilien, Deutschland, Frankreich          | Fernanda Vianna, Mirella Façanha, Bruna Linzmeyer, Kalleb Oliveira, Andrea Marquee              |
| Demba                                                 | Mamadou Dia                     | Senegal, Deutschland                        | Ben Mahmoud Mbow, Awa Djiga Kane, Mamadou Sylla, Aicha Talla, Saikou Lo                         |
| Direct Action                                         | Guillaume Cailleau, Ben Russell | Deutschland, Frankreich                     | Dokumentarische Form                                                                            |
| Sleep With Your Eyes Open (Sleep With Your Eyes Open) | Nele Wohlatz                    | Brasilien, Taiwan, Argentinien, Deutschland | Chen Xiao Xin, Wang Shin-Hong, Liao Kai Ro, Nahuel Pérez Biscayart, Lu Yang Zong                |
| The Fable                                             | Raam Reddy                      | Indien, USA                                 | Manoj Bajpai, Priyanka Bose, Deepak Dobriyal, Tilotama Shome, Hiral Sidhu                       |
| Une famille (A Family)                                | Christine Angot                 | Frankreich                                  | Dokumentarische Form                                                                            |
| Favoriten                                             | Ruth Beckermann                 | Österreich                                  | Dokumentarische Form                                                                            |
| Ivo                                                   | Eva Trobisch                    | Deutschland                                 | Minna Wündrich, Pia Hierzegger, Lukas Turtur, Lilli Lacher, Johann Campean                      |
| Khamyazeye bozorg (The Great Yawn)                    | Aliyar Rasti                    | Iran                                        | Mohammad Aghebati, Amirhossein Hosseini, Saber Abar, Mahin Sadri, Mehrdad Ziaie                 |
| Kong fang jian li de nv ren (Some Rain Must Fall)     | Qiu Yang                        | VR China, USA, Frankreich, Singapur         | Yu Aier, Di Shike, Wei Yibo, Xu Tianyi, Gu Tingxiu                                              |
| Mãos no fogo (Hands in the Fire)                      | Margarida Gil                   | Portugal                                    | Carolina Campanela, Marcello Urgeghe, Adelaida Teixeira, Rita Durão, Ricardo Aibéo              |
| Matt and Mara (Matt und Mara)                         | Kazik Radwanski                 | Kanada                                      | Deragh Campbell, Matt Johnson, Mounir Al Shami, Emma Healey, Avery Nayman                       |
| Through the Graves the Wind is Blowing                | Travis Wilkerson                | USA                                         | Ivan Peric, Travis Wilkerson, Matilda Jane Wilkerson, Dalton Wilkerson                          |
| Tú me abrasas (You Burn Me / Du verbrennst mich)      | Matías Piñeiro                  | Argentinien, Spanien                        | Gabi Saidón, María Villar, María Inês Gonçalves, Agustina Muñoz                                 |

### Berlinale Shorts
In der Reihe Berlinale Shorts wurden Kurzfilme (Spiel-, Dokumentar-, Experimental- und Animationsfilme) gezeigt. Neben dem Goldenen Bären für den aus Jurysicht besten Beitrag und dem Silbernen Bären (Preis der Jury) vergab sie auch eine Nominierung für den Europäischen Filmpreis. Das Programm aus 20 Beiträgen wurde von Anna Henckel-Donnersmarck kuratiert. Erneut berücksichtigt wurden neue Werke von Ulu Braun (weitere Einladungen: 2013, 2014, 2015, 2018, 2021), Akihito Izuhara (2010, 2012, 2016), Eva Könnemann (2019), Mili Pecherer und Yuyan Wang (beide 2020) sowie von Joung Yumi (2013, 2022). Der Jury gehörten İlker Çatak (Deutschland), Xabier Erkizia (Spanien) und Jennifer Reeder (USA) an.
| Filmtitel (Verweistitel)                                        | Regie                          | Land        | Darsteller / Anmerkung                                                            | Länge (in min.) |
| --------------------------------------------------------------- | ------------------------------ | ----------- | --------------------------------------------------------------------------------- | --------------- |
| Adieu tortue (Bye-Bye, Turtle)                                  | Selin Öksüzoğlu                | Frankreich  | Nursema Çepni, Meltem Ünel, Neriman Çilingiroğlu, Ibrahim Çolakoğlu, Serhat Şahin | 24              |
| Al sol, lejos del centro (Towards the Sun, Far From the Center) | Luciana Merino, Pascal Viveros | Chile       | Fernanda Vicens, Jimena Albarrán                                                  | 17              |
| Les animaux vont mieux (Lick a Wound)                           | Nathan Ghali                   | Frankreich  | Animation                                                                         | 25              |
| Circle                                                          | Joung Yumi                     | Südkorea    | Animation                                                                         | 7               |
| City of Poets                                                   | Sara Rajaei                    | Niederlande | Sara Rajaei                                                                       | 21              |
| Jing guo Goodbye First Love                                     | Shuli Huang                    | USA         | Simu Chen, Shuli Huang                                                            | 13              |
| Kaalkapje Baldilocks                                            | Marthe Peters                  | Belgien     | Dokumentarische Form                                                              | 25              |
| Kawauso                                                         | Akihito Izuhara                | Japan       | Animation                                                                         | 15              |
| The Moon Also Rises                                             | Yuyan Wang                     | Frankreich  | Dokumentarische Form                                                              | 24              |
| Un movimiento extraño (An Odd Turn)                             | Francisco Lezama               | Argentinien | Laila Maltz, Paco Gorriz, Sofía Palomino, Jorge Prado, Guillermo Massé            | 22              |
| Oiseau de passage (Wandering Bird)                              | Victor Dupuis                  | Belgien     | Ilias Largo, Guillaume Fooy                                                       | 15              |
| Pacific Vein                                                    | Ulu Braun                      | Deutschland | Animation                                                                         | 12              |
| Preoperational Model                                            | Philip Ullman                  | Niederlande | Animation                                                                         | 13              |
| Re tian wu hou (Remains of the Hot Day)                         | Wenqian Zhang                  | VR China    | Yuyi Wan, Jinkui Jiang, Yi Shi, Yiwen Gu, Zhengye Chen                            | 24              |
| Shi ri fang gu (Sojourn to Shangri-La)                          | Lin Yihan                      | VR China    | Fu Yunfei, Kang Jun, Jonathan Mulcahy, Li Lu, Yu Qiugui                           | 20              |
| Stadtmuseum / Moi Rai (City Museum / My Paradise)               | Boris Dewjatkin                | Deutschland | Dokumentarische Form                                                              | 26              |
| Tako Tsubo                                                      | Fanny Sorgo, Eva Pedroza       | Österreich  | Len Jakobson, Anne Kulbatzki, Benjamin Martin                                     | 6               |
| That’s All From Me (So viel von mir)                            | Eva Könnemann                  | Deutschland | Charlotte Munck, Eleanor Forbes, Jannis Dimmlich                                  | 23              |
| Ungewollte Verwandtschaft (Unwanted Kinship)                    | Pavel Mozhar                   | Deutschland | Dokumentarische Form                                                              | 30              |
| We Will Not Be the Last of Our Kind                             | Mili Pecherer                  | Frankreich  | Animation                                                                         | 24              |

### Panorama
Die Sektion Panorama zeigte eine Auswahl an Dokumentar- und Spielfilmen. Titel wurden am 14. Dezember 2023 und 17. Januar 2024 bekannt gegeben.
Spielfilme
| Filmtitel (Verweistitel)                                    | Regie                        | Land                                                 | Darsteller (Auswahl)                                                                               |
| ----------------------------------------------------------- | ---------------------------- | ---------------------------------------------------- | -------------------------------------------------------------------------------------------------- |
| All Shall Be Well                                           | Ray Yeung                    | Hongkong, VR China                                   | Patra Au Ga Man                                                                                    |
| Alle die Du bist                                            | Michael Fetter Nathansky     | Deutschland, Spanien                                 | Aenne Schwarz, Carlo Ljubek, Youness Aabbaz, Sara Fazilat, Naila Schuberth                         |
| Andrea lässt sich scheiden                                  | Josef Hader                  | Österreich                                           | Birgit Minichmayr, Josef Hader, Thomas Schubert, Robert Stadlober, Thomas Stipsits                 |
| Betânia                                                     | Marcelo Botta                | Brasilien                                            | Diana Mattos                                                                                       |
| Between the Temples                                         | Nathan Silver                | USA                                                  | Jason Schwartzman, Carol Kane, Dolly de Leon, Caroline Aaron, Robert Smigel                        |
| Crossing                                                    | Levan Akin                   | Schweden, Dänemark, Frankreich, Türkei, Georgien     | Mzia Arabuli, Lucas Kankava, Deniz Dumanlı                                                         |
| Cu Li Không Bao Giờ Khóc (Cu Li Never Cries)                | Lân Phạm Ngọc                | Vietnam, Philippinen, Frankreich, Singapur, Norwegen | Minh Châu Nguyễn, Hà Hoàng, Xuân An Ngô, Hà Phương Lê Thị                                          |
| Faruk                                                       | Aslı Özge                    | Deutschland, Türkei, Frankreich                      | Faruk Özge                                                                                         |
| Les gens d’à côté                                           | André Téchiné                | Frankreich                                           | Isabelle Huppert, Hafsia Herzi, Nahuel Pérez Biscayart                                             |
| I Saw the TV Glow                                           | Jane Schoenbrun              | USA                                                  | Justice Smith, Brigette Lundy-Paine, Fred Durst, Danielle Deadwyler                                |
| Janet Planet                                                | Annie Baker                  | USA                                                  | Julianne Nicholson, Zoe Ziegler, Elias Koteas, Will Patton, Sophie Okonedo                         |
| Jia ting jian shi (Brief History of a Family)               | Lin Jianjie                  | VR China, Dänemark                                   | Zu Feng, Guo Keyu, Sun Xilun, Lin Muran                                                            |
| Memorias de un cuerpo que arde (Memories of a Burning Body) | Antonella Sudasassi Furniss  | Costa Rica, Spanien                                  | Sol Carballo, Paulina Bernini, Juliana Filloy                                                      |
| The Outrun                                                  | Nora Fingscheidt             | Vereinigtes Königreich, Deutschland                  | Saoirse Ronan, Paapa Essiedu, Stephen Dillane                                                      |
| Les paradis de Diane (Paradises of Diane)                   | Carmen Jaquier, Jan Gassmann | Schweiz                                              | Dorothée de Koon, Aurore Clément, Roland Bonjour, Omar Ayuso                                       |
| Pendant ce temps sur Terre (Meanwhile on Earth)             | Jérémy Clapin                | Frankreich                                           | Megan Northam, Catherine Salée, Sam Louwyck, Roman Williams, Sofia Lesaffre                        |
| Sex                                                         | Dag Johan Haugerud           | Norwegen                                             | Jan Gunnar Røise, Thorbjørn Harr                                                                   |
| Verbrannte Erde                                             | Thomas Arslan                | Deutschland                                          | Mišel Matičević, Marie Leuenberger, Alexander Fehling                                              |
| The Visitor                                                 | Bruce LaBruce                | Vereinigtes Königreich                               | Bishop Black, Macklin Kowal, Amy Kingsmill, Kurtis Lincoln, Ray Filar                              |
| Yo vi tres luces negras (I Saw Three Black Lights)          | Santiago Lozano Álvarez      | Kolumbien, Mexiko, Frankreich, Deutschland           | Jesús María Mina, Julián Ramirez, Carol Hurtado, John Alex Castillo                                |
| Zeit Verbrechen 1: Dezember                                 | Mariko Minoguchi             | Deutschland                                          | Samuel Benito, Lisa Hagmeister, Kailas Mahadevan, Sebastian Zimmler, Aljoscha Stadelmann           |
| Zeit Verbrechen 2: Der Panther                              | Jan Bonny                    | Deutschland                                          | Lars Eidinger, Anna Bederke, Marc Poersken, Sahin Eryilmaz, Magdalena Laubisch                     |
| Zeit Verbrechen 3: Deine Brüder                             | Helene Hegemann              | Deutschland                                          | Zethphan Smith-Gneist, Lavinia Wilson, Luna Wedler, Eren M. Güvercin, Adrian Vasile But            |
| Zeit Verbrechen 4: Love by Proxy                            | Faraz Shariat                | Deutschland                                          | Maja Simonsen, Fiifi Jefferson Pratt, Jan Henrik Stahlberg, Sandra Hüller, Briggitte Akosua Appiah |

Dokumentarfilme
| Filmtitel (Verweistitel)                                                  | Regie                                                 | Land                                                                    | Anmerkungen                                            |
| ------------------------------------------------------------------------- | ----------------------------------------------------- | ----------------------------------------------------------------------- | ------------------------------------------------------ |
| Afterwar                                                                  | Birgitte Stærmose                                     | Dänemark, Kosovo, Schweden, Finnland                                    | Dokumentarfilm über die Nachwirkungen des Kosovokriegs |
| À quand l’Afrique? (Which Way Africa?)                                    | David-Pierre Fila                                     | Republik Kongo, Angola, Kamerun                                         | Dokumentarische Form                                   |
| Baldiga – Entsichertes Herz (Baldiga – Unlocked Heart)                    | Markus Stein                                          | Deutschland                                                             | Porträt über den Künstler Jürgen Baldiga               |
| A Bit of a Stranger                                                       | Svitlana Lishchynska                                  | Ukraine                                                                 | Dokumentarische Form                                   |
| Diaries from Lebanon                                                      | Myriam El Hajj                                        | Libanon, Frankreich, Katar, Saudi-Arabien                               | Porträt über drei Libanesen                            |
| Noch bin ich nicht, wer ich sein möchte (I’m not Everything I Want to Be) | Klára Tasovská                                        | Tschechien, Slowakei, Österreich                                        | Dokumentarfilm über die Fotografin Libuše Jarcovjáková |
| No Other Land                                                             | Basel Adra, Hamdan Ballal, Yuval Abraham, Rachel Szor | Palästina, Norwegen                                                     | Dokumentarfilm über den Konflikt im Westjordanland     |
| My Stolen Planet                                                          | Farahnaz Sharifi                                      | Deutschland, Iran                                                       | Alternative Geschichte des Iran                        |
| Teaches of Peaches                                                        | Judy Landkammer, Philipp Fussenegger                  | Deutschland                                                             | Porträt über die kanadische Sängerin Peaches           |
| Tongo Saa (Rising Up at Night)                                            | Nelson Makengo                                        | Demokratische Republik Kongo, Belgien, Deutschland, Burkina Faso, Katar | Porträt Kinshasas                                      |

### Forum
Im August 2023 übernahm die Autorin und Kuratorin Barbara Wurm die Leitung der Sektion Forum von Cristina Nord. Unterstützt wurde sie von Anna Hoffmann als Sektions- und Programmmanagerin. Das Forum Expanded wurde weiterhin von Uli Ziemons und Ala Younis geleitet. Die 45 Filme aus Forum und Forum Special wurden letztmals im Kino Arsenal am Potsdamer Platz gezeigt, ab 2025 im silent green Kulturquartier.
Die ersten acht Titel wurden am 13. Dezember 2023 bekannt gegeben. Weitere folgten am 17. Januar 2024.
| Filmtitel (Verweistitel) | Regie                        | Land                                                               | Darsteller (Auswahl) / Anmerkung                                                                  |
| --- | ---------------------------- | ------------------------------------------------------------------ | ------------------------------------------------------------------------------------------------- |
| Il cassetto segreto (The Secret Drawer ) | Costanza Quatriglio          | Italien, Schweiz                                                   | Dokumentarische Form                                                                              |
| Chroniques fidèles survenues au siècle dernier à l’hôpital psychiatrique Blida-Joinville, au temps où le Docteur Frantz Fanon était chef de la cinquième division entre 1953 et 1956 (True Chronicles of the Blida Joinville Psychiatric Hospital in the Last Century, when Dr Frantz Fanon Was Head of the Fifth Ward between 1953 and 1956) | Abdenour Zahzah              | Algerien, Frankreich                                               | Alexandre Desane, Gérard Dubouche, Nicolas Dromard, Omar Boulakirba, Amal Kaleb                   |
| Deda-Shvili an rame ar aris arasodes bolomde bneli (Mother and Daughter, or the Night is Never Complete) | Lana Gogoberidse             | Georgien, Frankreich                                               | Dokumentarische Form über Nuza Gogoberidse, Georgiens erste Filmemacherin                         |
| Gokogu no neko (The Cats of Gokogu Shrine) | Kazuhiro Sōda                | Japan                                                              | Dokumentarische Form                                                                              |
| Henry Fonda for President | Alexander Horwath            | Österreich, Deutschland                                            | Dokumentarische Form                                                                              |
| La hojarasca (The Undergrowth) | Macu Machín                  | Spanien                                                            | Dokumentarische Form                                                                              |
| Holy Week | Andrei Cohn                  | Rumänien, Schweiz                                                  | Doru Nicolae Bem, Corneliu Ciprian Chiricheș, Mario Gheorghe Dinu, Nicoleta Lefter                |
| L’homme-vertige (L’ homme-vertige : Tales of a City) | Malaury Eloi Paisley         | Frankreich                                                         | Dokumentarische Form, Debütfilm                                                                   |
| The Human Hibernation | Anna Cornudella              | Spanien                                                            | Clara Muck Dietrich, Brian Stevens, Jane Hubbell, Neil O’Neil                                     |
| Ihre ergebenste Fräulein (Well Ordered Nature) | Eva Heldmann                 | Deutschland                                                        | Dokumentarische Form                                                                              |
| Intercepted | Oksana Karpovych             | Kanada, Frankreich, Ukraine                                        | Dokumentarische Form                                                                              |
| In the Belly of a Tiger | Siddartha Jatla              | Indien, USA, Volksrepublik China, Indonesien                       | Lawrence Francis, Poonam Tiwari, Sorabh Jaiswar, Pooja Pallavi, Rosely Raj                        |
| Kottukkaali (The Adamant Girl) | Vinothraj PS                 | Indien                                                             | Soori Muthuchamy, Anna Ben                                                                        |
| Marijas klusums (Maria’s Silence) | Dāvis Sīmanis                | Lettland, Litauen                                                  | Olga Šepicka, Artūrs Skrastiņš, Vilis Daudziņš, Ģirts Ķesteris, Inese Kučinska                    |
| Mit einem Tiger schlafen (Sleeping with a Tiger) | Anja Salomonowitz            | Österreich                                                         | Birgit Minichmayr, Lukas Watzl, Oskar Haag, Johanna Orsini-Rosenberg                              |
| As noites ainda cheiram á pôlvora (The Nights Still Smell of Gunpowder) | Inadelso Cossa               | Mosambik, Deutschland, Frankreich, Portugal, Niederlande, Norwegen | Inadelso Cossa, Maria Estevão, Moises Langa, Macuacua, Zalina                                     |
| Oasis | Tamara Uribe Felipe Morgado  | Chile                                                              | Dokumentarische Form, Debütfilm                                                                   |
| Oasis of Now | Chee Sum Chia                | Malaysia, Singapur, Frankreich                                     | Thi Diu Ta, Aster Ee Yeow, Abd Manaf Bin Rejab, Debütfilm                                         |
| Pa-myo (Exhuma) | Jang Jae-hyun                | Südkorea                                                           | Choi Min-sik, Kim Go-eun, Yoo Hae-jin, Lee Do-hyun                                                |
| La piel en primavera (Skin in spring) | Yennifer Uribe Alzate        | Kolumbien, Chile                                                   | Alba Liliana Agudelo Posada, Eduardo Arango, Cristian López, Laura Zapata                         |
| Reas | Lola Arias                   | Argentinien, Deutschland, Schweiz                                  | Dokumentarische Form über das „Caseros“-Frauengefängnis in Buenos Aires                           |
| Redaktsiya (The Editorial Office) | Roman Bondartschuk           | Ukraine, Deutschland, Slowakei, Tschechien                         | Dmytro Bahnenko, Zhanna Ozirna, Rymma Ziubina, Andrii Kyrylchuk, Vasyl Kukharskyi                 |
| Reproduktion (Reproduction) | Katharina Pethke             | Deutschland                                                        | Dokumentarische Form                                                                              |
| Republic | Jin Jiang                    | Singapur, VR China                                                 | Dokumentarische Form                                                                              |
| Resonance Spiral | Marinho de Pina Filipa César | Portugal, Guinea-Bissau, Deutschland                               | Bedan na Onça, Cristina Mendes, Mû Mbana, Sana na N’Hada, Vanessa Fernandes; dokumentarische Form |
| Shahid | Narges Kalhor                | Deutschland                                                        | Baharak Abdolifard, Nima Nazarinia, Narges Kalhor, Thomas Sprekelsen, Carine Huber                |
| Spuren von Bewegung vor dem Eis (Traces of Movement before the Ice) | René Frölke                  | Deutschland                                                        | Dokumentarische Form                                                                              |
| Der unsichtbare Zoo (The Invisible Zoo) | Romuald Karmakar             | Deutschland                                                        | Dokumentarische Form                                                                              |
| Was hast du gestern geträumt, Parajanov? (What Did You Dream Last Night, Parajanov? ) | Faraz Fesharaki              | Deutschland                                                        | Mitra Kia, Hasan Fesharaki, Rahi Sinaki, Faraz Fesharaki; dokumentarische Form, Debütfilm         |
| The Wrong Movie | Keren Cytter                 | USA, Belgien                                                       | Laura Hajek, Ashby Bland, Elijah Lajmer, Jordan Raf, Edward Baker                                 |
| Yoake no subete (All the Long Nights) | Shô Miyake                   | Japan                                                              | Hokuto Matsumura, Mone Kamishiraishi, Kiyohiko Shibukawa, Ryo, Ken Mitsuishi                      |

#### Forum Special
Das Forum Special zeigte 2024 Filme, „die Haltung zeigen“.
Vierzehn Titel wurden am 9. Januar 2024 bekannt gegeben.
| Filmtitel (Verweistitel)                                       | Regie                                            | Land                    | Darsteller (Auswahl)                                                          |
| -------------------------------------------------------------- | ------------------------------------------------ | ----------------------- | ----------------------------------------------------------------------------- |
| Art Education                                                  | Maria Lassnig                                    | Österreich, USA         |                                                                               |
| Baroque Statues                                                | Maria Lassnig                                    | Österreich, USA         | Lisbet Eberwein, Willy Gabriel                                                |
| Chairs                                                         | Maria Lassnig                                    | Österreich, USA         |                                                                               |
| Couples                                                        | Maria Lassnig                                    | Österreich, USA         |                                                                               |
| Doesarananeun moksori / Yomigaeru Koe (Voices of the Silenced) | Park Maeui Park Soo-nam                          | Japan, Südkorea         | Kim Seong-soo, Hirano Nobuto, Jeon Dong-rye, Lee Yong-im, Seo Jeong-woo       |
| Encounter                                                      | Maria Lassnig                                    | Österreich, USA         |                                                                               |
| Iris                                                           | Maria Lassnig                                    | Österreich, USA         |                                                                               |
| Kaddu Beykat (Letter from My Village)                          | Safi Faye                                        | Senegal                 | Assane Faye, Maguette Gueye                                                   |
| Maria Lassnig Kantate                                          | Maria Lassnig Hubert Sielecki                    | Österreich              |                                                                               |
| Palmistry                                                      | Maria Lassnig                                    | Österreich, USA         | Dona Craig, George Heyward                                                    |
| Selfportrait                                                   | Maria Lassnig                                    | Österreich, USA         |                                                                               |
| Shapes                                                         | Maria Lassnig                                    | Österreich, USA         |                                                                               |
| Diese Tage in Terezín (Those Days in Terezín)                  | Sibylle Schönemann                               | Deutschland, Tschechien | Victoria Hanna Gabbay, Manka Alter, Orni, Hanna Fialová-Malka, Irene Ravelová |
| Techqua Ikachi, Land – Mein Leben                              | Anka Schmid James Danaqyumptewa Agnes Barmettler | Deutschland, Schweiz    | Qomahoyngma, Sewemunewa, Qomayumptewa, Quavayma, Dawangyawma                  |

### Forum Expanded
Das Forum Expanded wurde 2024 weiterhin von Ala Younis und Ulrich Ziemons (Co-Leitung) sowie Karina Griffith und Shai Heredia geleitet. Die ersten sieben Titel wurden am 20. Dezember 2023 bekannt gegeben. Weitere folgten am 17. Januar 2024.
| Filmtitel (Verweistitel)                                                   | Regie                            | Land                                | Darsteller (Auswahl)                                                            |
| -------------------------------------------------------------------------- | -------------------------------- | ----------------------------------- | ------------------------------------------------------------------------------- |
| barrunto                                                                   | Emilia Beatriz                   | Vereinigtes Königreich, Puerto Rico | Shanti Lalita, Harry Josephine Giles, Alicia Matthews, Ángela Ginorio           |
| Certain Winds from the South                                               | Eric Gyamfi                      | Ghana                               | Ayi Amadu, Nenesenor Abloso, Nasiba Mbabe Bawa, Pure Akan, Dj Yamz              |
| Death Mask                                                                 | John Greyson                     | Kanada                              | Kong Kie Njo, Spencer Britten, Jera Wolfe                                       |
| detours while speaking of monsters                                         | Deniz Şimşek                     | Deutschland, Türkei                 | Emin Şimşek                                                                     |
| for here am i sitting in a tin can far above the world                     | Gala Hernández López             | Frankreich                          | Olivia Delcán, Joseph Grossi                                                    |
| Grandmamauntsistercat                                                      | Zuza Banasińska                  | Niederlande, Polen                  |                                                                                 |
| Here We Are                                                                | Chanasorn Chaikitiporn           | Thailand                            | Jarunun Phantachat, Suchanya Kaewsinual                                         |
| hold on to her                                                             | Robin Vanbesien                  | Belgien                             | Henriette Essami-Khaullot, Aïsta Bah, Thierno Dia, Ahmed Rzgar, Mirra Markhaeva |
| I Don’t Want to Be Just a Memory (Ich will nicht nur eine Erinnerung sein) | Sarnt Utamachote                 | Deutschland                         | marum, René Bertune, Andre Fau, Katharina “Tinka” Frommann, RTALIN              |
| In Praise of Slowness                                                      | Hicham Gardaf                    | Vereinigtes Königreich, Italien     | Khalid Mousmi, Abdellah Ben Messaoud, Fatima Benabbou                           |
| Nanacatepec                                                                | Elena Pardo, Azucena Losana      | Mexiko, Spanien                     |                                                                                 |
| O Seeker                                                                   | Gavati Wad                       | USA, Indien                         | Varun Sahni, Rajashree Sawant Wad, Sujata Mane                                  |
| The Perfect Square                                                         | Gernot Wieland                   | Deutschland, Belgien                | Rudolf Körner                                                                   |
| The Periphery of the Base                                                  | Zhou Tao                         | Volksrepublik China                 |                                                                                 |
| QUEBRANTE                                                                  | Janaina Wagner                   | Brasilien                           | Frau Erismar; dokumentarische                                                   |
| Remote Occlusions                                                          | Utkarsh                          | Indien, USA                         | Elysa Wendi, Lee Wai Shing Form                                                 |
| Room 404                                                                   | Elysa Wendi Lee Wai Shing        | Polen, Hongkong/China               | Elysa Wendi, Lee Wai Shing                                                      |
| Sarcophagus of Drunken Loves                                               | Joana Hadjithomas Khalil Joreige | Frankreich, Libanon                 | Dokumentarische Form                                                            |

#### Forum Expanded Ausstellung
| Filmtitel (Verweistitel)                              | Regie | Land                                   | Darsteller (Auswahl)                                                    |
| ----------------------------------------------------- | --- | -------------------------------------- | ----------------------------------------------------------------------- |
| Myanmar Anatomy                                       | Prapat Jiwarangsan                                                                                        | Vereinigte Arabische Emirate, Thailand | Dokumentarische Form                                                    |
| On the Battlefield                                    | Theresa Delsoin, Little Egypt Collective, Azucena Losana, Lisa Marie Malloy, J.P. Sniadecki, Ray Whitaker | USA                                    | Ray Whitaker, Rachel Burns, Zah-Karri Levy, Towanda Macon, Kyrie Wright |
| Two Refusals (Would We Recognize Ourselves Unbroken?) | Suneil Sanzgiri                                                                                           | USA, Indien                            | Tilya Fernandes                                                         |

### Generation
Diese Berlinale-Sektion zeigte für Kinder und Jugendliche geeignete internationale Filmproduktionen. Das Programm bestand aus 32 Lang- und Kurzfilmen, darunter sieben Langfilmdebüts und 22 Weltpremieren. Mit der Weltpremiere von Last Swim, dem Spielfilmdebüt von Sasha Nathwani, wurde der Wettbewerb von Generation 14plus eröffnet. Als Eröffnungsfilm von Generation Kplus 2024 wurde Sieger Sein der deutsch-kurdischen Regisseurin und Drehbuchautorin Soleen Yusef ausgewählt.
Die Kinder- und Jugendjury der Sektion ehrte die besten Filme mit den Gläsernen Bären und Lobende Erwähnungen für besondere Leistungen. Darüber hinaus vergab eine internationale Jury bestehend aus Amjad Abu Alala (Sudan), Banafshe Hourmazdi (Iran/Deutschland) und Ira Sachs (USA) Geldpreise in beiden Wettbewerbssparten.
Langfilme (Generation Kplus und Generation 14plus)
| Filmtitel (Verweistitel)                                                     | Regie                 | Land                                                             | Darsteller/Anmerkung                                                                          |
| ---------------------------------------------------------------------------- | --------------------- | ---------------------------------------------------------------- | --------------------------------------------------------------------------------------------- |
| Comme le feu (Who by Fire)                                                   | Philippe Lesage       | Kanada, Frankreich                                               | Noah Parker, Aurélia Arandi-Longpré, Antoine Marchand-Gagnon, Arieh Worthalter, Paul Ahmarani |
| Disco Afrika: Eine madagassische Geschichte (Disco Afrika: A Malagasy Story) | Luck Razanajaona      | Frankreich, Madagaskar, Deutschland, Mauritius, Südafrika, Katar | Parista Sambo, Laurette Ramasinjanahary, Joe Lerova, Drwina Razafimahaleo, Jérôme Oza         |
| Ellbogen (Ellbow)                                                            | Aslı Özarslan         | Deutschland, Türkei, Frankreich                                  | Medine Karadeniz, Doğa Gürer, Jale Arıkan, Haydar Şahin, Orhan Kiliç                          |
| Fuchs und Hase retten den Wald (Fox and Hare Save the Forest)                | Mascha Halberstad     | Niederlande, Belgien, Luxemburg                                  | Animationsfilm                                                                                |
| Huling Palabas (Fin)                                                         | Ryan Machado          | Philippinen                                                      | Shun Mark Gomez, Bon Andrew Lentejas, Cedrick Juan, Serena Magiliw, Jay Gonzaga               |
| It’s Okay! (Es ist okay!)                                                    | Kim Hye-young         | Südkorea                                                         | Lee Re, Jin Seo-yeon, Chung Su-bin, Son Suk-ku, Lee Jung-ha                                   |
| Kai Shi De Qiang (She Sat There Like All Ordinary Ones)                      | Qu Youjia             | Volksrepublik China                                              | Zhang Taiwen, Miao Jijun                                                                      |
| Last Swim                                                                    | Sasha Nathwani        | Vereinigtes Königreich                                           | Deba Hekmat, Narges Rashidi, Jay Lycurgo, Solly McLeod, Lydia Flemming                        |
| Maydegol                                                                     | Sarvnaz Alambeigi     | Iran, Deutschland, Frankreich                                    | Porträt einer jugendlichen afghanischen Kampfsportlerin, die als Immigrantin im Iran lebt.    |
| Quell’estate con Irène (My Summer with Irène)                                | Carlo Sironi          | Italien, Frankreich                                              | Noée Abita, Maria Camilla Brandenburg, Claudio Segaluscio, Gabriele Rollo, Beatrice Puccilli  |
| Raíz (Through Rocks and Clouds / Durch Felsen und Wolken)                    | Franco García Becerra | Peru, Chile                                                      | Alberth Merma, Nely Huayta, Richard Apaza, José Merma, Rubén Huillca                          |
| Reinas                                                                       | Klaudia Reynicke      | Schweiz, Peru, Spanien                                           | Albril Gjurinovic, Luana Vega, Jimena Lindo, Gonzalo Molina, Susi Sánchez                     |
| Sieger sein (Winners)                                                        | Soleen Yusef          | Deutschland                                                      | Dileyla Agirman, Andreas Döhler, Sherine Ciara Merai, Samira Hamieh, Fatima Hamieh            |
| Los tonos mayores (The Mayor Tones)                                          | Ingrid Pokropek       | Argentinien, Spanien                                             | Sofía Clausen, Pablo Seijo, Lina Ziccarello, Mercedes Halfon, Santiago Ferreira               |
| Wo Tu (Above the Dust)                                                       | Wang Xiaoshuai        | Volksrepublik China, Niederlande                                 | Ouyang Wenxin, Yong Mei, Zu Feng, Li Jun, Wang Zichuan                                        |
| Xiao Ban Jie (The Great Phuket)                                              | Liu Yaonan            | Frankreich, Hongkong/VR China, Deutschland, Belgien              | Li Rongkun, Yang Xuan, Kang Hang, You Junfen, Liu Huiyun                                      |
| Young Hearts (Junge Herzen)                                                  | Anthony Schatteman    | Belgien, Niederlande                                             | Lou Goossens, Marius De Saeger, Geert Van Rampelberg, Emile De Roo, Dirk Van Dijck            |

Kurzfilme (Generation Kplus und Generation 14plus)
| Filmtitel (Verweistitel)              | Regie                       | Land                        | Anmerkung |
| ------------------------------------- | --------------------------- | --------------------------- | --- |
| Aguacuario                            | Jose Eduardo Castilla Ponce | Mexiko                      | Hugo Benítez Guerra, Marsell Moreno Cruz, Claudio Jurado                                                        |
| Anaar Daana (Sour Candy)              | Nishi Dugar                 | Indien                      | Veda Agrawal, Manav Hinduja, Lavya Jain, Manjari Saxena, Suryakanta Bothra                                      |
| Beurk! (Yuck!)                        | Loïc Espuche                | Frankreich                  | Animationsfilm                                                                                                  |
| Cura sana                             | Lucía G. Romero             | Spanien                     | Roser Rendon Ena, Rasvely Lissette Donaire Restituyo, Yaneys Cabrera Ramírez, Leisam Ramos Rodríguez, Ana Barja |
| The Girl Who Lived in the Loo         | Subarna Dash                | Indien                      | Animationsfilm                                                                                                  |
| Goosfand (Sheep / Schaf)              | Hadi Babaeifar              | Iran                        | Rose Tabatabaei, Gelavij Alam                                                                                   |
| Un invincible été (Invincible Summer) | Arnaud Dufeys               | Belgien                     | Charles Lebrun, Vadiel Gonzalez, Victor Meurice                                                                 |
| Lapso (Lapse)                         | Caroline Cavalcanti         | Brasilien                   | Beatriz Oliveira, Juan Queiroz, Dora Rosa, Thayanne Lima                                                        |
| Muna                                  | Warda Mohamed               | Vereinigtes Königreich      | Kosar Ali, Raha Isse Farah, Elmi Rashid Elmi, Ahmed Nur, Meena Mohamed                                          |
| Obraza (Resentment / Ressentiment)    | Gleb Osatinski              | USA, Litauen                | Vladyslav Baliuk, Sergey Zdoronkov, Liudmila Gnatenko, Ariana Rimkutė, Vaidotas Martinaitis                     |
| Un pájaro voló (A Bird Flew)          | Leinad Pájaro De la Hoz     | Kolumbien, Kuba             | Yasser Ramírez Boloy, Alejandra de Jesus Garcell, Jesus Angel Cruz                                              |
| Papillon (Butterfly / Schmetterling)  | Florence Miailhe            | Frankreich                  | Animationsfilm                                                                                                  |
| Porzellan (Porcelain)                 | Annika Birgel               | Deutschland                 | Nell Marie Haack, Liv Heleen Haack, Niklas Leifert                                                              |
| Songs of Love and Hate                | Saurav Ghimire              | Nepal                       | Saurav Ghimire, Shraddha Ghimire, Bardan Khadka, Kewal Raj Rijal                                                |
| Sukoun (Amplified)                    | Dina Naser                  | Jordanien, Ägypten          | Malak Nassar, Suhad Khatib, Nadeem Al-Rimawi, Hanna Wardeh                                                      |
| A Summer’s End Poem (Sommer, Ende)    | Lam Can-zhao                | VR China, Schweiz, Malaysia | Jingbo Cai, Liyu Cai, Zhongqing Lan                                                                             |
| Uli                                   | Mariana Gil Ríos            | Kolumbien                   | Ulith Giraldo, María Camila Alarcón, Amelia Mejía Escobar, Emanuel Vélez Hernández                              |

### Berlinale Talents
Nikola Joetze übernahm am 1. September 2023 von Christine Tröstrum die Projektleitung von Berlinale Talents und bildet mit Florian Weghorn die Doppelspitze der Talentförderinitiatiative. Berlinale Talents fand vom 17. bis 22. Februar 2024 im Berliner HAU Hebbel am Ufer statt. 2024 war das zentrale Thema Sprache: COMMON TONGUES – Speaking Out in the Language of Cinema. Die Jury von Talents Footprints – Mastercard Enablement Programme bildeten die iranische Regisseurin Sadaf Foroughi, die deutsche Schauspielerin Thelma Buabeng und Marene Arnold, Vizepräsidentin Marketing und Kommunikation Mastercard DACH-Region, da es hier für weitere drei Jahre eine Co-Partnerschaft mit Mastercard initiiert wurde.

### Berlinale Classics
Die Reihe Berlinale Classics wurde von Rainer Rother und seinem Team gestaltet. Sie zeigt regelmäßig Weltpremieren von restaurierten Filmen in Digitalfassung und enthielt 2024 unter anderem ein frühes Tonfilmexperiment und nüchtern-distanziert gefilmte Schwarzweißdramen. Als Berlinale Classics Specials präsentierte die Reihe auch zwei neue 4K-Restaurierungen. Folgende zehn Filme wurden in die Auswahl aufgenommen:
| Filmtitel (Verweistitel)                                                   | Regie                | Jahr | Land                                     | Darsteller, Anmerkung |
| -------------------------------------------------------------------------- | -------------------- | ---- | ---------------------------------------- | --- |
| Battle in Heaven (Originaltitel: Batalla en el Cielo)                      | Carlos Reygadas      | 2005 | Mexiko, Deutschland, Belgien, Frankreich | Marcos Hernández, Anapola Mushkadiz, Berta Ruiz, David Bornstein, Rosalinda Ramirez; Berlinale Classics Special             |
| Deprisa, deprisa                                                           | Carlos Saura         | 1981 | Spanien, Frankreich                      | Berta Socuéllamos, José Antonio Valdelomar González, Jesús Arias Aranzeque, José María Hervás Roldán, María del Mar Serrano |
| Godzilla (Originaltitel: Gojira)                                           | Ishirō Honda         | 1954 | Japan                                    | Akira Takarada, Momoko Kōchi, Akihiko Hirata, Takashi Shimura, Fuyuki Murakami                                              |
| Kohlhiesels Töchter                                                        | Ernst Lubitsch       | 1920 | Deutschland                              | Henny Porten, Emil Jannings, Gustav von Wangenheim                                                                          |
| Liebesparade (Originaltitel: The Love Parade)                              | Ernst Lubitsch       | 1929 | USA                                      | Maurice Chevalier, Jeanette MacDonald, Lupino Lane, Lillian Roth, Eugene Pallette                                           |
| Opfer (Originaltitel: Offret)                                              | Andrei Tarkowski     | 1986 | Schweden, Frankreich                     | Erland Josephson, Susan Fleetwood, Valérie Mairesse, Allan Edwall, Guðrún Gísladóttir                                       |
| Reifezeit (englischer Festivaltitel: Time of Maturity)                     | Sohrab Shahid Saless | 1975 | Deutschland                              | Mike Henning, Eva Manhardt, Charles Hans Vogt, Eva Lissa, Lothar Köster                                                     |
| Tag der Heuschrecke                                                        | John Schlesinger     | 1975 | USA                                      | Donald Sutherland, Karen Black, Burgess Meredith, William Atherton, Geraldine Page                                          |
| Das Fleisch der Wassermelone (englischer Festivaltitel: The Wayward Cloud) | Tsai Ming-liang      | 2005 | Taiwan, Frankreich                       | Lee Kang-Sheng, Chen Shiang-chyi, Lu Yi-Ching, Yang Kuei-Mei, Yozakura Sumomo; Berlinale Classics Special                   |
| Die Zeit nach Mitternacht Originaltitel: After Hours                       | Martin Scorsese      | 1985 | USA                                      | Griffin Dunne, Rosanna Arquette, Verna Bloom, Thomas Chong, Linda Fiorentino                                                |

### Retrospektive

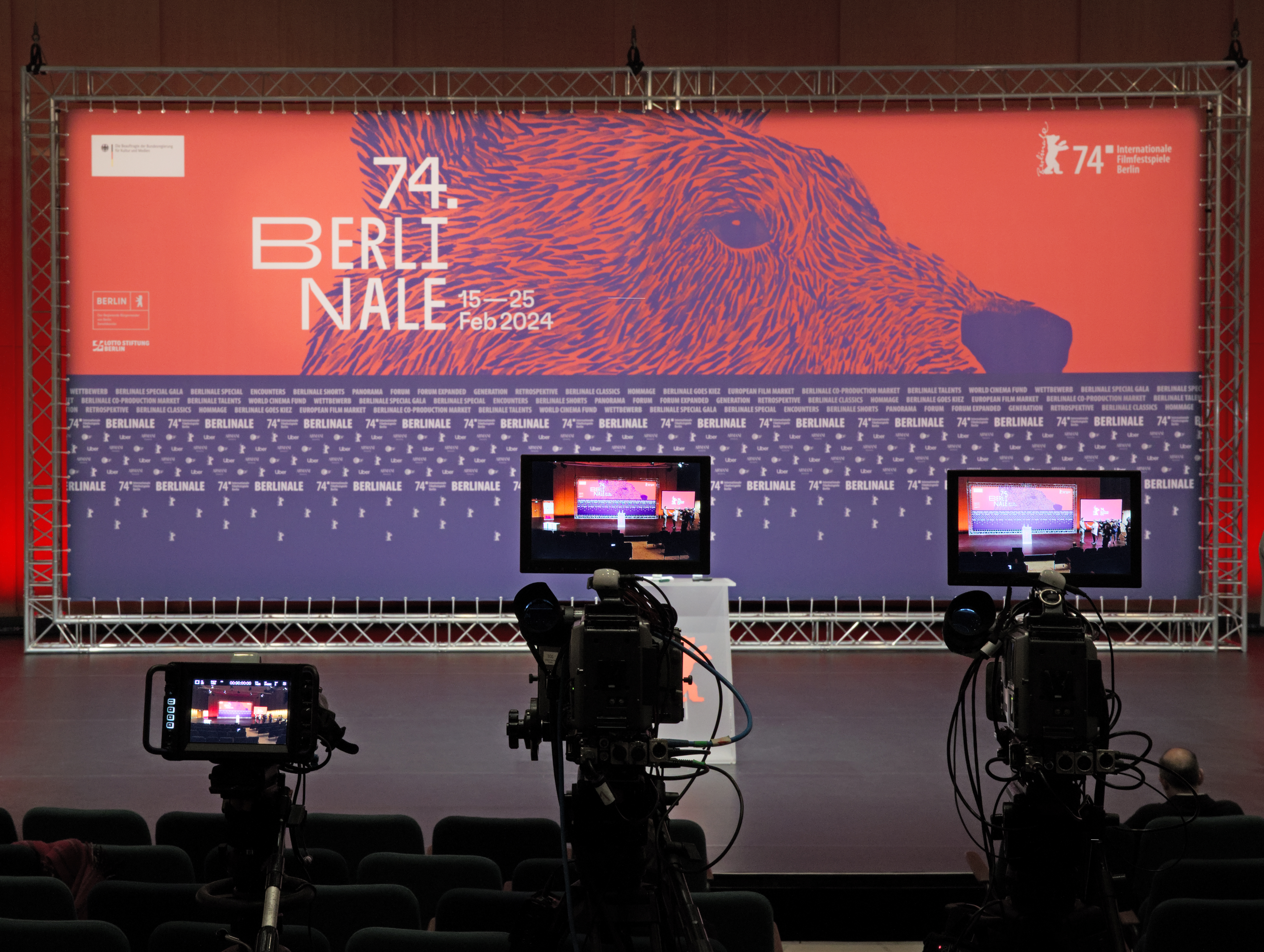
Pressekonferenz (22. Januar 2024)

Etwa 20 Filme aus dem Zeitraum zwischen 1960 und 2000 waren für die Sektion Retrospektive unter Leitung von Rainer Rother geplant. Inhaltliche Schwerpunkte werden bei unangepassten Darstellenden, eigenwilligen Filmsprachen und unkonventionellen Produktionen der deutschen Filmgeschichte jenseits des Kanons gesetzt.
| Filmtitel (Verweistitel)                                    | Regie                         | Jahr        | Darsteller                                                                                       |
| ----------------------------------------------------------- | ----------------------------- | ----------- | ------------------------------------------------------------------------------------------------ |
| Banale Tage                                                 | Peter Welz                    | 1992        | Christian Kuchenbuch, Florian Lukas, Kurt Naumann, Jörg Panknin, Ronald M. Schernikau            |
| Chapeau Claque                                              | Ulrich Schamoni               | 1974        | Ulrich Schamoni, Anna Henkel, Jürgen Barz, Peter Ehlebracht, Karl Dall                           |
| Dark Spring                                                 | Ingemo Engström               | 1970        | Edda Köchl, Ilona Schult, Irene Wittek, Klara Zet, Gerhard Theuring                              |
| Denk bloß nicht, ich heule                                  | Frank Vogel                   | 1965 / 1990 | Peter Reusse, Anne-Kathrein Kretzschmar, Hans Hardt-Hardtloff, Jutta Hoffmann, Helga Göring      |
| Das deutsche Kettensägenmassaker                            | Christoph Schlingensief       | 1990        | Karina Fallenstein, Brigitte Kausch(-Kuhlbrodt), Susanne Bredehöft, Volker Spengler, Alfred Edel |
| Die Deutschen und ihre Männer – Bericht aus Bonn            | Helke Sander                  | 1989        | Dokumentarische Form                                                                             |
| Die endlose Nacht                                           | Will Tremper                  | 1963        | Karin Hübner, Harald Leipnitz, Louise Martini, Paul Esser, Wolfgang Spier                        |
| Engel aus Eisen                                             | Thomas Brasch                 | 1981        | Hilmar Thate, Katharina Thalbach, Ulrich Wesselmann, Karin Baal, Ilse Pagé                       |
| Fegefeuer                                                   | Haro Senft                    | 1971        | Jost Vobeck, Ingeborg Schöner, Paul Albert Krumm, András Gönczöl, Valeria Ciangottini            |
| Herzsprung                                                  | Helke Misselwitz              | 1992        | Claudia Geisler-Bading, Günter Lamprecht, Eva-Maria Hagen, Nino Sandow, Tatjana Besson           |
| Ich                                                         | Bettina Flitner               | 1988        | Hella von Sinnen, Bettina Flitner                                                                |
| Im Land meiner Eltern                                       | Jeanine Meerapfel             | 1981        | Dokumentarische Form                                                                             |
| Jesus – Der Film                                            | Michael Brynntrup             | 1986        | Michael Brynntrup, Panterah Countess, Michael Wehmeyer, Stiletto, Oliver Körner von Gustorff     |
| Kismet, Kismet                                              | Ismet Elçi                    | 1987        | İsmet Elçi, Alisan Keziban, Wieland Speck, Lothar Lambert, Ulrike S. [= Schirn]                  |
| Der kleine Godard. An das Kuratorium Junger Deutscher Film  | Hellmuth Costard              | 1978        | Dokumentarische Form                                                                             |
| Leuchtkraft der Ziege – Eine Naturerscheinung               | Jochen Kraußer                | 1988        | Dokumentarische Form                                                                             |
| Macumba                                                     | Elfi Mikesch                  | 1982        | Magdalena Montezuma, Bernd Broaderup, Heinz Emigholz, Fritz Mikesch, Carola Regnier              |
| Nicht nichts ohne dich                                      | Pia Frankenberg               | 1985        | Klaus Bueb, Pia Frankenberg, Adeline Almeida-Sedas, Thomas Struck, Alfred Edel                   |
| Shirins Hochzeit                                            | Helma Sanders-Brahms          | 1975        | Ayten Erten, Jürgen Prochnow, Aras Ören, Jannis Kyriakidis, Peter Franke                         |
| Supermarkt                                                  | Roland Klick                  | 1974        | Charly Wierczejewski, Eva Mattes, Michael Degen, Walter Kohut, Hans-Michael Rehberg              |
| Tobby                                                       | Hansjürgen Pohland            | 1961        | Tobias Fichelscher, Anik Fichelscher, Ed Fichelscher, Danny Fichelscher, Eva Häußler             |
| Unsichtbare Tage oder Die Legende von den weißen Krokodilen | Eva Hiller                    | 1991        | Dokumentarische Form                                                                             |
| Zwei unter Millionen                                        | Victor Vicas, Wieland Liebske | 1961        | Hardy Krüger, Loni von Friedl, Walter Giller, Joseph Offenbach, Ilse Fürstenberg                 |

### European Film Market
Der European Film Market soll bei der 74. Auflage das Werk von Filmschaffenden aus Italien („Countries in Focus“) eine besondere Plattform geben und vom 15. bis 21. Februar 2024 stattfinden.

## Auszeichnungen

### Offizielle Sektionen
Die Preisverleihung in den wichtigsten Wettbewerbssparten fand am Abend des 24. Februar 2024 im Berlinale Palast statt.
Internationaler Wettbewerb
| Kategorie                                            | Film                    | Preisträger                                                            | Bild                                                |
| ---------------------------------------------------- | ----------------------- | ---------------------------------------------------------------------- | --------------------------------------------------- |
| Goldener Bär – Bester Film                           | Dahomey                 | Eve Robin, Judith Lou Lévy, Mati Diop (Produktion), (Regie: Mati Diop) | Mati Diop mit ihrem gewonnenen Goldenen Bären       |
| Silberner Bär – Großer Preis der Jury                | A Traveler’s Needs      | Hong Sang-soo                                                          | Hong Sang-soo mit seinem gewonnenen Silbernen Bären |
| Silberner Bär – Preis der Jury                       | Das Imperium            | Bruno Dumont                                                           | Bruno Dumont (2009)                                 |
| Silberner Bär – Beste Regie                          | Pepe                    | Nelson Carlo de los Santos Arias                                       | Nelson Carlo de los Santos Arias auf Berlinale 2024 |
| Silberner Bär – Beste Hauptrolle                     | A Different Man         | Sebastian Stan                                                         | Sebastian Stan                                      |
| Silberner Bär – Beste Nebenrolle                     | Small Things Like These | Emily Watson                                                           | Emily Watson auf der Berlinale 2024                 |
| Silberner Bär – Bestes Drehbuch                      | Sterben                 | Matthias Glasner                                                       | Matthias Glasner auf der Berlinale 2024             |
| Silberner Bär – Herausragende künstlerische Leistung | Des Teufels Bad         | Martin Gschlacht (Kamera)                                              | Martin Gschlacht (2017)                             |

Encounters
- Bester Film: Direct Action – Regie: Guillaume Cailleau und Ben Russell
  - Beste Regie: Juliana Rojas (Cidade; Campo)
  - Spezialpreis der Jury (ex aequo):
    - Khamyazeye bozorg (The Great Yawn) – Regie: Aliyar Rasti
    - Kong fang jian li de nv ren (Some Rain Must Fall) – Regie: Qiu Yang

Berlinale Shorts
- Goldener Bär für den besten Kurzfilm: Un movimiento extraño (An Odd Turn) – Regie: Francisco Lezama
  - Silberner Bär Preis der Jury: Re tian wu hou (Remains of the Hot Day) – Regie: Wenqian Zhang
  - Lobende Erwähnung: That’s All From Me (So viel von mir) – Regie: Eva Könnemann

Panorama Publikumspreis
- Spielfilm
  - Memories of a Burning Body (Costa Rica / Spanien), Regie: Antonella Sudasassi Furniss
- Dokumentarfilm
  - No Other Land (Palästina / Norwegen), Regie: Basel Adra Yuval Abraham

Generation Kplus
- Kinderjury

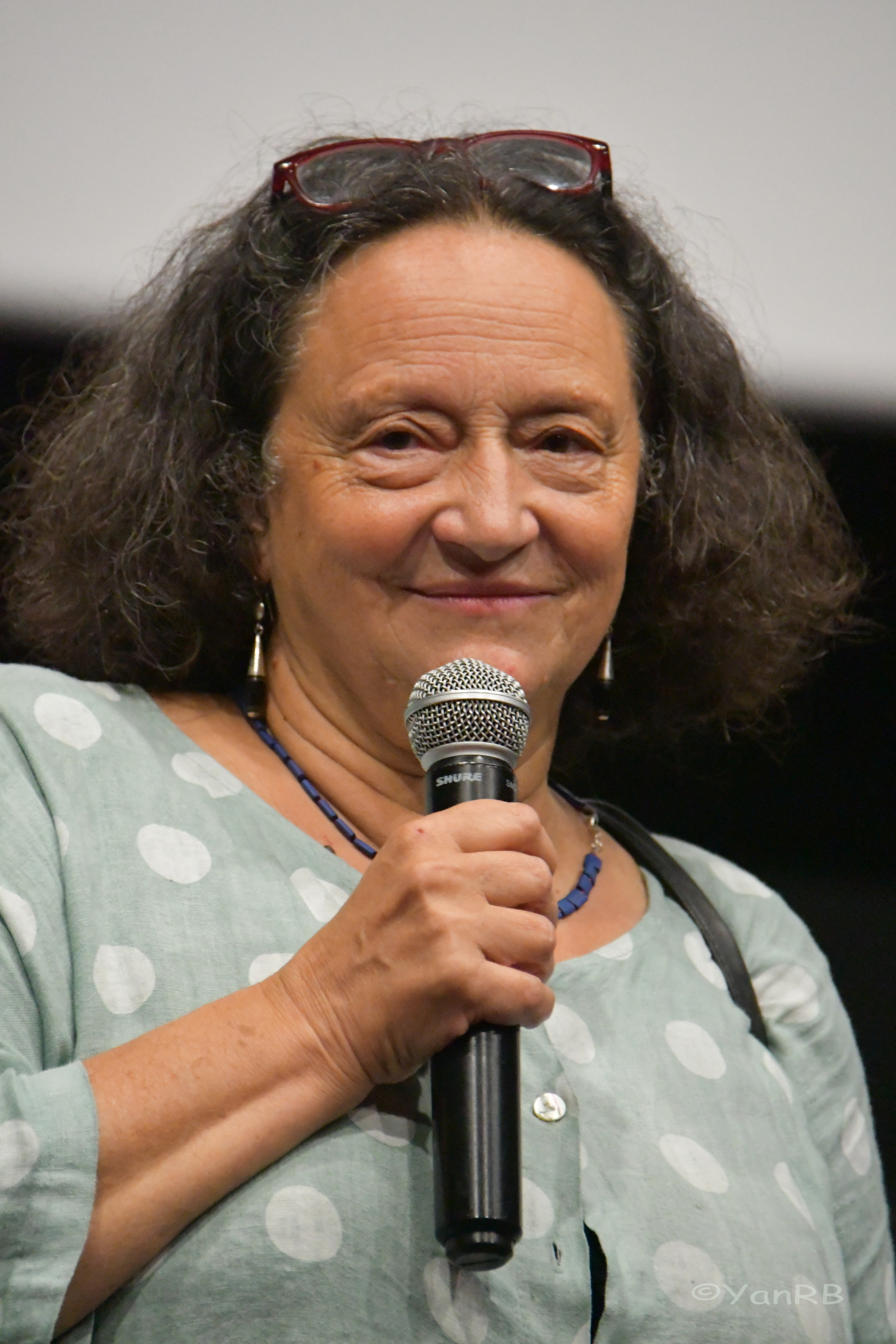
Florence Miailhe 2021, Regisseurin des besten Kurzfilms in der Reihe Generation Kplus 2024

  - Gläserner Bär für den besten Film: It's Okay von Kim Hye-young
  - Lobende Erwähnung: Young Hearts von Anthony Schatteman
  - Gläserner Bär für den besten Kurzfilm: Papillon von Florence Miailhe
  - Lobende Erwähnung: SukounSukoun von Dina Naser
- Internationale Jury
  - Großer Preis für den Besten Film: Reinas von Klaudia Reynicke
  - Lobende Erwähnung: RaízRaíz von Franco García Becerra
  - Spezialpreis für den Besten Kurzfilm: A Summer’s End Poem von Lam Can-zhao
  - Lobende Erwähnung: Uli von Mariana Gil Ríos

Generation 14plus
- Jugendjury
  - Gläserner Bär für den besten Film: Last Swim – Regie: Sasha Nathwani
  - Lobende Erwähnung: Kai Shi De Qiang (She Sat There Like All Ordinary Ones) – Regie: Qu Youjia
  - Gläserner Bär für den besten Kurzfilm: Cura sana – Regie: Lucía G. Romero
  - Lobende Erwähnung: Lapso – Regie: Caroline Cavalcanti
- Internationale Jury (Amjad Abu Alala, Banafshe Hourmazdi und Ira Sachs)
  - Großer Preis für den Besten Film: Comme le feu – Regie: Philippe Lesage
  - Lobende Erwähnung: Maydegol – Regie: Sarvnaz Alambeigi
  - Spezialpreis für den Besten Kurzfilm: Un pájaro voló – Regie: Leinad Pájaro De la Hoz
  - Lobende Erwähnung: Songs of Love and Hate – Regie: Saurav Ghimire

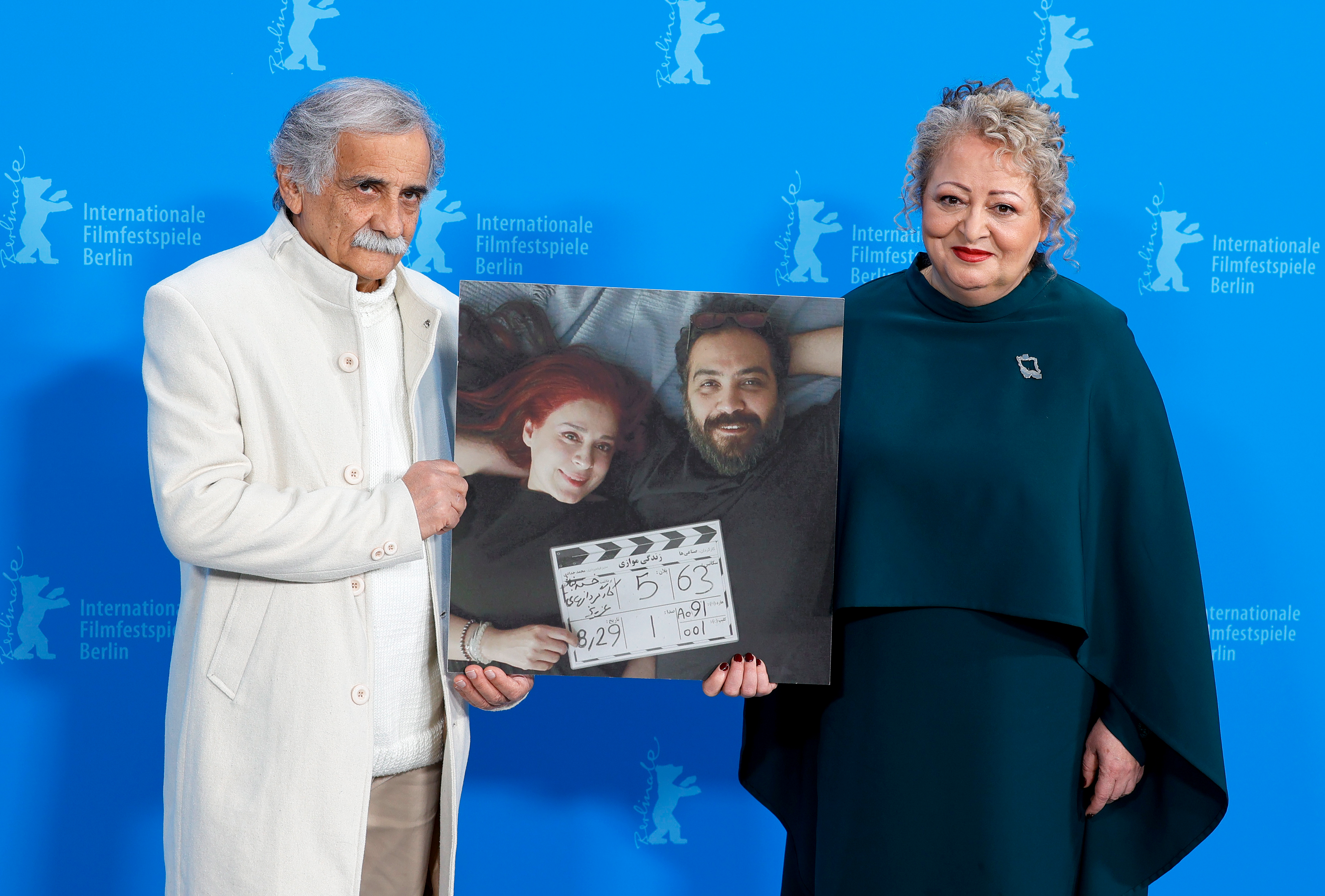
Esmail Mehrabi und Lily Farhadpour aus Ein kleines Stück vom Kuchen mit einem Foto von Maryam Moghadam und Behtash Sanaeeha, die nicht ausreisen durften (Berlinale 2024)

### Preise unabhängiger Jurys
- Berlinale Dokumentarfilmpreis
  - Bester Dokumentarfilm: No Other Land – Regie: Basel Adra, Hamdan Ballal, Yuval Abraham und Rachel Szor

- GWFF Preis Bester Erstlingsfilm
  - Cu Li Không Bao Giờ Khóc (Cu Li Never Cries) – Regie: Lân Phạm Ngọc

- FIPRESCI-Preis[64]

- Wettbewerb: Ein kleines Stück vom Kuchen – Regie: Maryam Moghadam und Behtash Sanaeeha
- Encounters: Sleep With Your Eyes Open – Regie: Nele Wohlatz
- Panorama: Faruk – Regie: Aslı Özge
- Forum: The Human Hibernation – Regie: Anna Cornudella Castro

- Heiner-Carow-Preis

- Bester deutscher Nachwuchsfilm: Ivo – Regie: Eva Trobisch

- Friedensfilmpreis

- Favoriten – Regie: Ruth Beckermann

- Preis der Tagesspiegel-Leserjury

- Une famille - Regie: Christine Angot

### Ehrenpreise

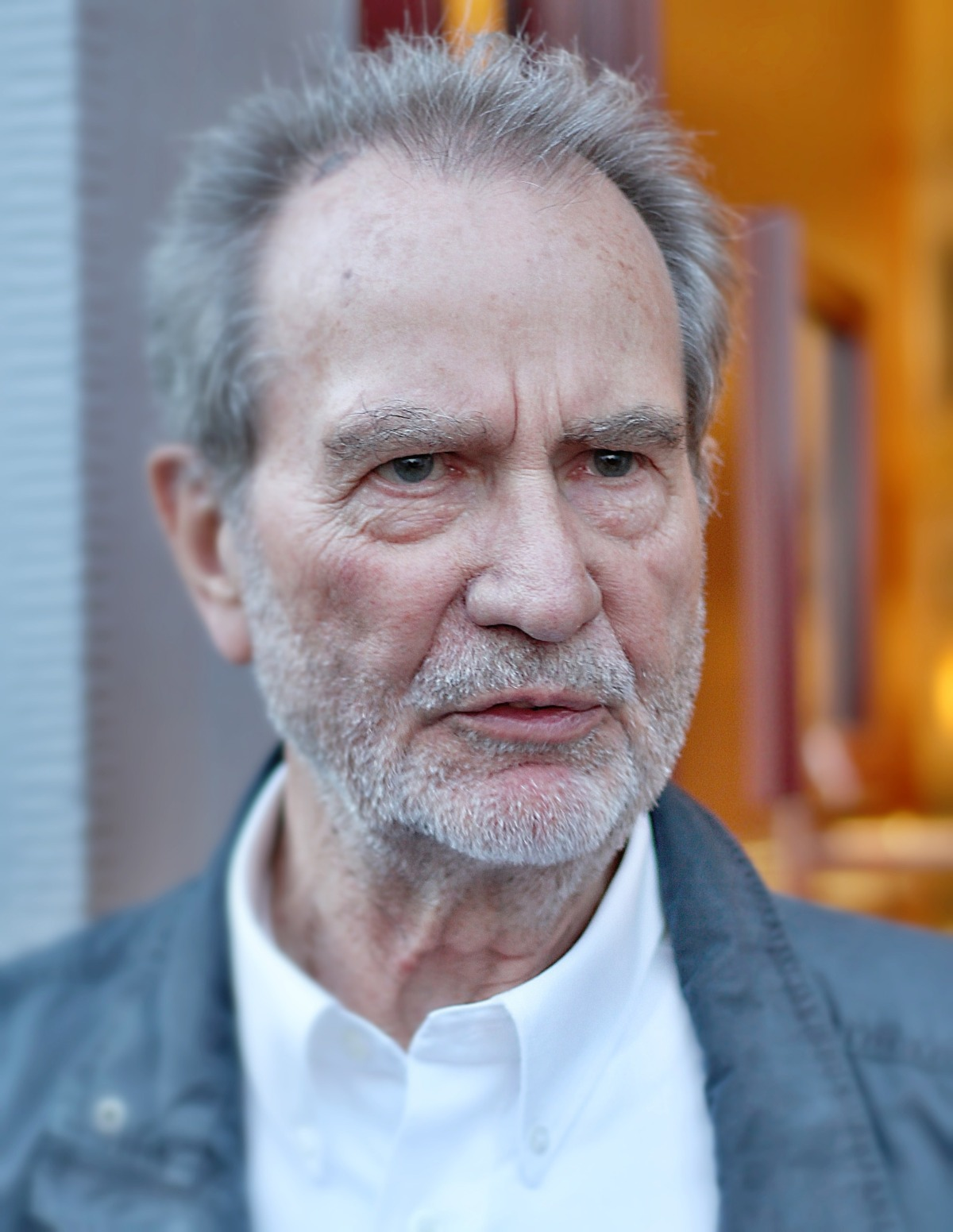
Edgar Reitz (2015)

Im Vorfeld wurden die Gewinner der beiden Ehrenpreise bekannt gegeben. Der Goldene Ehrenbär wurde dem US-amerikanischen Filmemacher Martin Scorsese zuerkannt. Daraufhin wurden Aufführungen seiner früheren Werke Die Zeit nach Mitternacht (1985) und Departed – Unter Feinden (2006) sowie der neu produzierte Dokumentarfilm Made in England: The Films of Powell and Pressburger von David Hinton mit ins Programm aufgenommen. Bei letztgenanntem Werk fungierte Scorsese als Erzähler und Mitproduzent. Die Preisverleihung fand am 20. Februar 2024 im Berlinale Palast statt. Scorsese präsentierte bei früheren Berlinale-Auflagen unter anderem Kap der Angst, mit dem er 1992 im Wettbewerb vertreten war. Sein Konzertfilm Shine a Light eröffnete die Auflage 2008. Auch ließ er in der Sektion Berlinale Classics von seinem Unternehmen The Film Foundation restaurierte Werke zeigen. Unter anderem wird Scorsese zu Ehren die Filme Die Zeit nach Mitternacht (1985) und Departed – Unter Feinden (2006) gezeigt. Auch tritt er als Erzähler des im Berlinale Special laufenden Dokumentarfilms Made in England: The Films of Powell and Pressburger von David Hinton in Erscheinung.
Die Berlinale Kamera wurde dem deutschen Regisseur und Autor Edgar Reitz zugesprochen. Die Verleihung fand am 22. Februar im Haus der Berliner Festspiele statt. Daran anschließend erfolgte die Weltpremiere von Reitz’ neuestem Werk Filmstunde_23, der im Rahmen der Sektion Berlinale Special aufgeführt wurde.